# Trajan

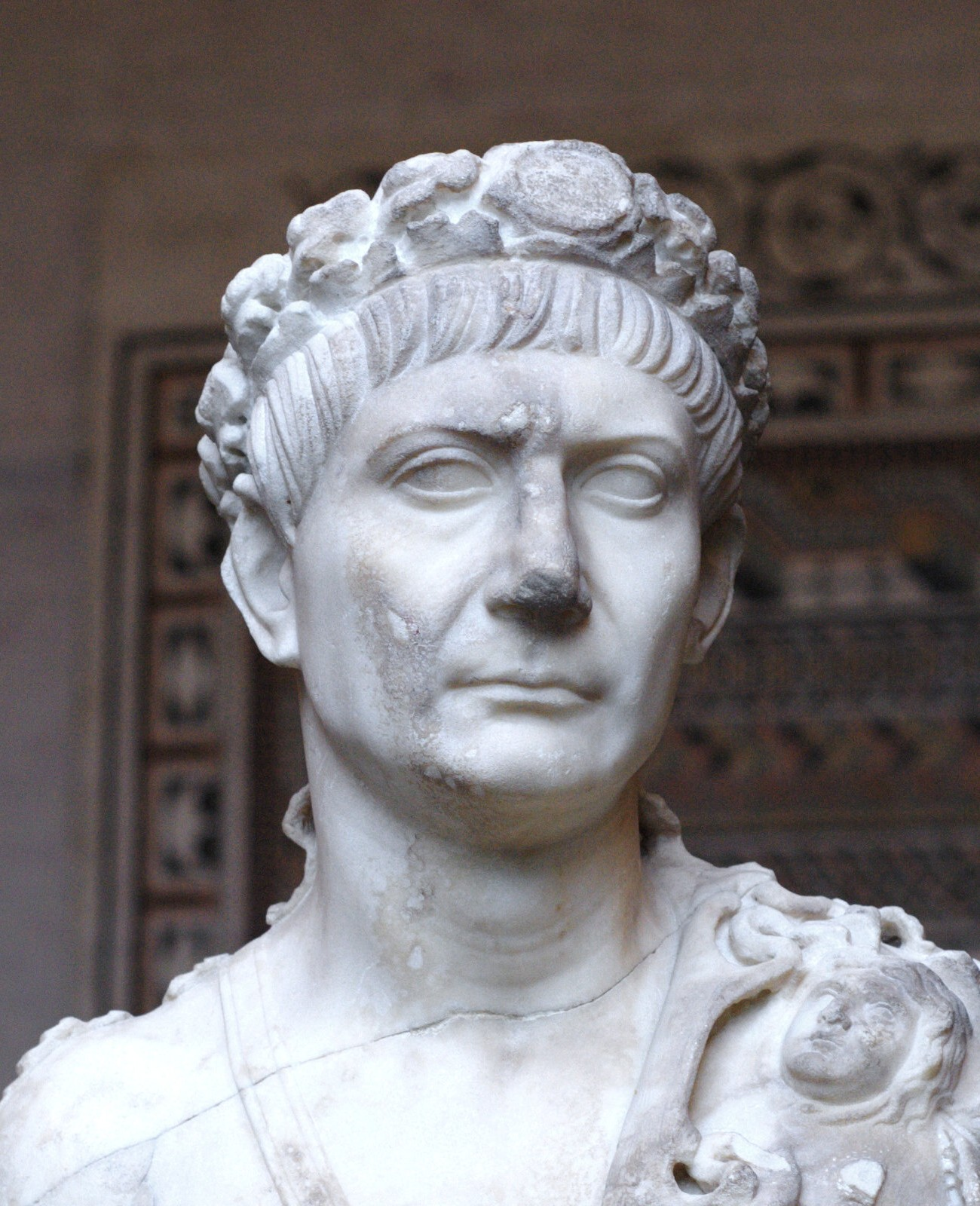
Trajan mit Bürgerkrone und Schwertband sowie Ägis mit Medusenhaupt und Schlangen als Symbol des göttlichen Herrschaftsanspruchs (Münchner Glyptothek)

Trajan (* 18. September 53, vielleicht Italica, in Hispania Baetica oder in Rom; † 8. August 117 in Selinus, Kilikien) war von Januar 98 bis 117 römischer Kaiser. Sein Geburtsname war Marcus Ulpius Traianus, als Kaiser führte er den Namen Imperator Caesar Nerva Traianus Augustus.
Trajan, der erste römische Kaiser, der aus einer Provinz stammte (Hispanien), gilt in der traditionell von Senatoren verfassten Geschichtsschreibung als bester römischer Princeps (optimus princeps). Nach den von Verfolgungen und Hinrichtungen römischer Senatoren geprägten letzten Regierungsjahren Domitians und dem Ende der flavischen Dynastie wurde mit der kurzen Regierungszeit seines Vorgängers Nerva und besonders durch Trajan das Adoptivkaisertum begründet. Mit der Eroberung Armeniens und Mesopotamiens im Partherkrieg sowie vor allem des Dakerreiches erlebte das Römische Reich unter seiner Herrschaft seine größte Ausdehnung, wenngleich die Eroberungen im Osten nur kurzzeitig waren. Innenpolitisch zielte Trajan durch umfangreiche Bau- und Sozialmaßnahmen auf eine Stärkung Italiens und Förderung der Romanisierung in den Provinzen des Reiches.

## Leben bis zum Herrschaftsantritt

### Herkunft und Jugend

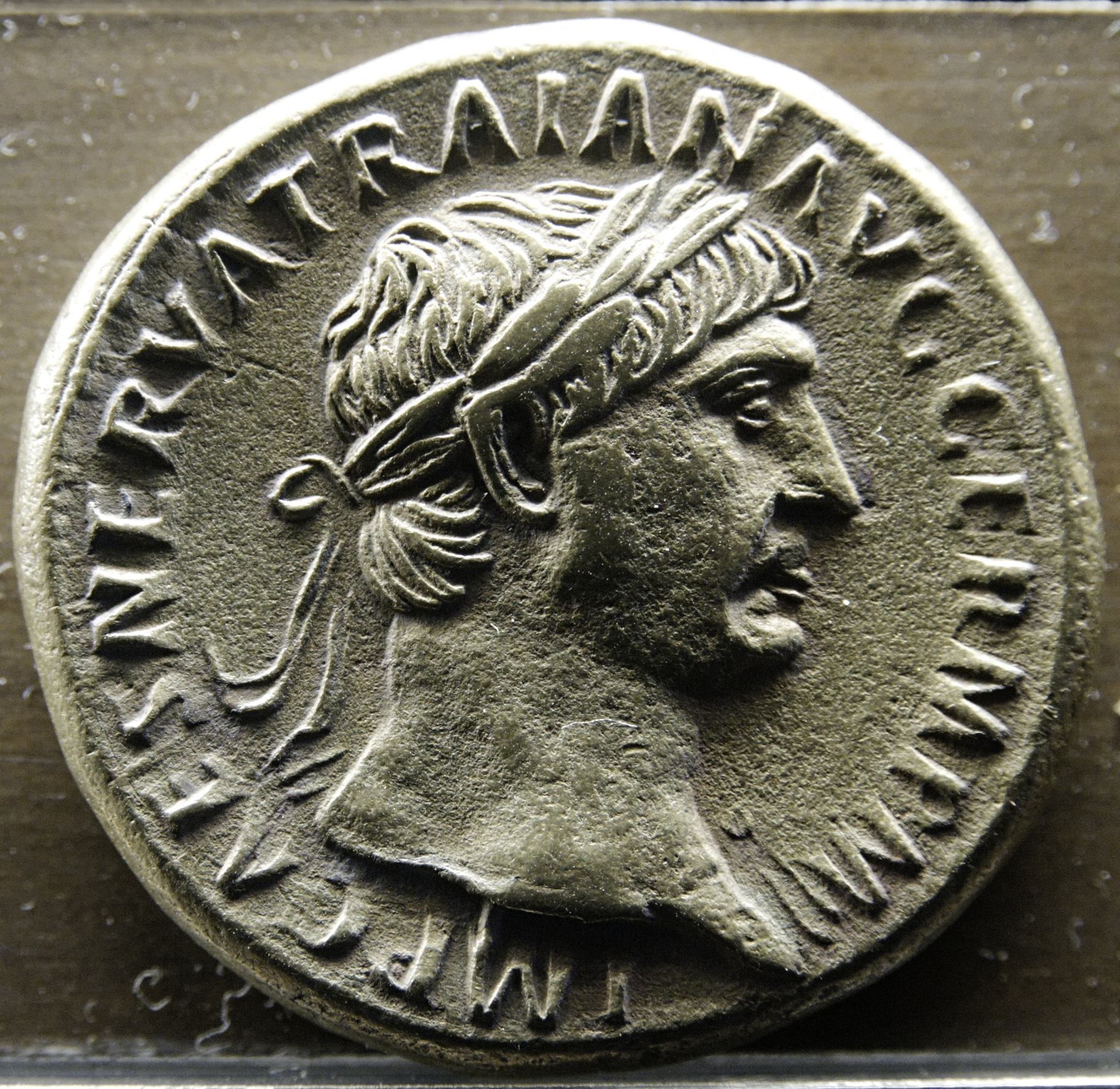
Münzbild Trajans mit der Umschrift Imp[erator] Caes[ar] Nerva Traian[us] Aug[ustus] Germ[anicus] [[Pontifex Maximus|P[ontifex] M[aximus]]] (aus einem Münzfund bei Lyon)

Trajan gehörte zu den Nachfahren einer Gruppe von Kolonisten, die 206 v. Chr. von Scipio Africanus in Italica in der Provinz Hispania (später Baetica) im Süden der Iberischen Halbinsel angesiedelt worden waren. Seine Gens stammten ursprünglich aus Tuder in Umbrien. Trajan selbst dürfte jedoch eher ein Stadtrömer als ein Südspanier gewesen sein, denn sein gleichnamiger Vater stand im Geburtsjahr seines Sohnes am Anfang seiner senatorischen Laufbahn, was einen Aufenthalt in Italica fast ausschließt. Der Vater hatte wohl unter Claudius als einer der ersten Nicht-Italer den Aufstieg in den römischen Senat geschafft. Im Jahr 70 wurde der ältere Traianus Suffektkonsul und 73/74 in den Stand der Patrizier erhoben. Von etwa 73 bis 78 vertraute ihm Kaiser Vespasian die Statthalterschaft in Syrien an, der wichtigsten Militärprovinz im Osten. Dort kämpfte der ältere Traianus zwischen Herbst 73 und Mitte 74 erfolgreich gegen die Parther. Er erhielt die ornamenta triumphalia, die Auszeichnung eines Triumphators. Durch Konsulat, Zugehörigkeit zum Patriziat und den Rang eines triumphalis vir hatte er seinem Sohn einen leichten Weg in eine senatorische Laufbahn geebnet. Über die Mutter ist wenig bekannt. Vielleicht hieß sie Marcia und kam dann wohl aus einer senatorischen Familie Italiens, die schon seit tiberischer Zeit konsularen Rang hatte. Aus der Ehe mit Marcia ging neben dem späteren Kaiser Trajan die vor 50 geborene Ulpia Marciana hervor.
Über Kindheit und Jugend Trajans ist nichts bekannt. Er wird eine standesgemäße Erziehung erhalten haben, die neben Lesen und Schreiben auch den späteren höheren Unterricht in Grammatik und Rhetorik einschloss. Auch von Trajans senatorischer Laufbahn gibt es nur wenige Informationen; er diente wohl Mitte 73 bis Mitte 75 als Militärtribun unter seinem Vater in Syrien. Die Behauptung des Plinius, Trajan habe zehn Jahre lang dieses Amt bekleidet, wird als unglaubwürdig angesehen, da ein Legionstribunat unter gewöhnlichen Umständen zwei bis drei Jahre dauerte. Noch unter Vespasian übernahm Trajan wohl 78 als Quästor sein erstes senatorisches Amt. Danach könnte er seinen Vater als Legat in die senatorische Provinz Asia begleitet haben, die der ältere Traianus im Jahr 79/80 oder 80/81 als Prokonsul leitete.

### Gewaltsames Ende der flavischen Dynastie
Unter Kaiser Domitian bekleidete Trajan wohl 84 die Prätur. Möglicherweise verhinderten Differenzen zwischen Domitian und Trajan, dass Letzterer, wie für einen Patrizier üblich, zwei bis drei Jahre später das Konsulat erhielt. Stattdessen wurde er 88 Legat bei der in Nordspanien stationierten Legio VII Gemina. Als Kommandeur dieser Legion beorderte ihn Domitian im Winter 88/89 nach Obergermanien zur Niederschlagung des Aufstandes des Lucius Antonius Saturninus in Mogontiacum (Mainz). Bevor Trajan eintraf, war der Saturninusaufstand allerdings schon durch Aulus Bucius Lappius Maximus niedergeschlagen worden. Für sein loyales Verhalten bekleidete er im Jahr 91 gemeinsam mit Manius Acilius Glabrio zum ersten Mal das Konsulat – relativ spät für einen Patrizier.
Der Verlust einer römischen Legion im Krieg gegen die Jazygen löste eine innenpolitische Krise aus. Domitian machte daraufhin als Princeps seine faktisch autokratische Stellung gegenüber der römischen Oberschicht in aller Klarheit deutlich. In der ersten Hälfte der 90er Jahre wurden zahlreiche Prozesse wegen Ehebruchs, Majestätsbeleidigung und Hochverrats durchgeführt. Nach dem August 93 traf eine Verfolgungswelle Personen, bei denen man Zeichen der Ablehnung des Regimes zu erkennen meinte. Doch ist die Anzahl der hingerichteten Senatoren mit 14 bekannten Namen sehr viel geringer als unter Claudius. Auf die zahlreichen Verschwörungen gegen ihn reagierte der Kaiser ebenfalls mit Hinrichtungen. Wie unberechenbar Domitian wurde, zeigte sich, als er im Jahre 95 seinen Cousin Titus Flavius Clemens hinrichten ließ. Selbst seine Familienangehörigen wussten nun, dass sie nicht mehr sicher waren. Die Angst so vieler Personen war die Ursache für eine weitere Verschwörung gegen Domitian und führte am 18. September 96 zu seiner Ermordung. An ihr waren allerdings keine Senatoren beteiligt, vielmehr handelten Personen aus Domitians engster Umgebung, wie seine Gemahlin Domitia Longina, die beiden Prätorianerpräfekten und einige seiner Freigelassenen. Mit Domitians Tod endete die Herrschaft der flavischen Dynastie.

### Beginn des Adoptivkaisertums

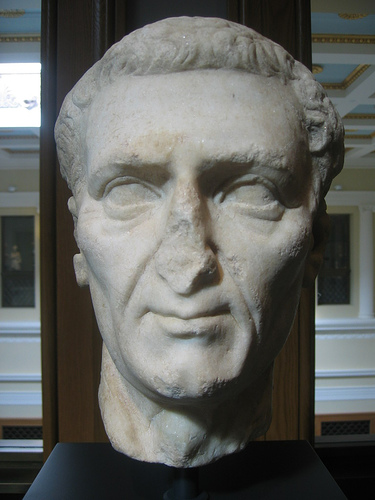
Marmorbüste des Marcus Cocceius Nerva (Getty Center, Los Angeles)

Mit dem 66-jährigen Nerva kam im September 96 ein Senator auf den Thron, der trotz seiner politischen Verdienste zahlreiche Schwächen als Herrscher offenbarte und ein typischer Übergangskandidat war. Die eigentliche Lösung der Nachfolgefrage konnte dadurch offengehalten und ein erneuter Bürgerkrieg nach dem Ende der flavischen Dynastie – anders als beim Ende Neros – verhindert werden. Nerva war kinderlos und angesichts seines Alters schien es sicher, dass er keine Dynastie mehr gründen würde. Er verdankte seine Herrschaft den Verschwörern gegen Domitian, obgleich er selbst nicht zu ihrem engsten Kreis gehörte. Nerva war im Gegensatz zu Domitian bei den Soldaten nicht beliebt. Er hatte zu keinem Zeitpunkt seiner Laufbahn Legionen kommandiert. Um die Gunst der Truppen bemühte sich der neue Kaiser kaum. Auch im Senat war Nervas Herrschaft umstritten.
Die Unzufriedenheit im Heer und in der Prätorianergarde und die nur schwache Akzeptanz Nervas im Senat bildeten den Nährboden für die Krisen seiner Regierungszeit. Gleich zu Beginn seiner Herrschaft setzte die Prätorianergarde unter ihrem Präfekten Casperius Aelianus aus Wut über die Ermordung Domitians den neuen Kaiser in dessen Palast gefangen und zwang ihn, Domitians Mörder hinrichten zu lassen. Damit wurden jene Männer beseitigt, die Nerva erst den Weg zur Herrschaft bereitet hatten, und Nerva verlor als Kaiser viel von seiner Autorität. Noch im Jahre 96 wurde eine Verschwörung gegen ihn aufgedeckt.
Erst jetzt begann der eigentliche Kampf um die Macht. In dieser Zeit bemühten sich zwei Fraktionen innerhalb des Senats darum, dass Nerva ihren Kandidaten als Nachfolger designierte. Einer der möglichen Kandidaten war Cornelius Nigrinus, ein hochdekorierter General Domitians und spätestens seit 95 Statthalter in der Provinz Syrien, wo die stärkste Armee des Ostens stand. Die andere Fraktion bildeten Senatoren, die eher Trajan zuneigten. Zu diesen Senatoren zählten wohl Sextus Iulius Frontinus, Lucius Iulius Ursus, Gnaeus Domitius Tullus, Lucius Licinius Sura und Titus Vestricius Spuriana. Was diese Senatoren dazu veranlasst hatte, Trajan auszuwählen und sich damit gegen Cornelius Nigrinus auszusprechen, ist nicht bekannt.
Unter Nerva erhielt Trajan Anfang 97 die Statthalterschaft in Germania superior. Dies war vielleicht schon Teil eines Plans, der die drohende Usurpation durch Nigrinus verhindern sollte, da in Obergermanien drei Legionen und zahlreiche Auxiliareinheiten stationiert waren, insgesamt im Jahr 96/97 etwa 35.000 Mann. Der dortige Statthalter kommandierte somit das Italien am nächsten gelegene große Heer. Dieses konnte er gegen den Kaiser oder auch zu dessen Schutz einsetzen. Während der Wirren des Jahres 97, als offenbar zwei Gruppen um die Macht kämpften, blieb Trajan in seiner Provinz. Im Oktober 97 erhielt er die Nachricht, er sei von Nerva adoptiert worden. Plinius berichtet hierüber stilisiert in seinem Panegyricus. Demnach verdankte Trajan seine Herrschaft einer plötzlichen göttlichen Eingebung, die Nerva angeblich gezeigt hatte, Trajan sei derjenige, den er adoptieren solle.
Durch seine Adoption wurde Trajan zum Teilhaber der Herrschaft, wodurch jeder Widerstand gegen Nerva zusammenbrach. Trajan wurde als Nachfolger herausgestellt, indem er die zentralen kaiserlichen Kompetenzen (imperium proconsulare und tribunicia potestas), den Vornamen oder Titel Caesar und den Beinamen Germanicus erhielt. Das Jahr 98 begann Trajan gemeinsam mit Nerva als ordentlicher Konsul. Die Nachricht von Nervas Tod am 28. Januar 98 erhielt Trajan in Köln. Angeblich war es sein Großneffe und späterer Kaiser Hadrian, der Trajan die Nachricht überbrachte. Als neuer Princeps ging Trajan gegen alle Konkurrenten und Widersacher aus der Zeit Nervas vor. Den Prätorianerpräfekten Casperius Aelianus sowie Teile der Prätorianer beorderte er zu sich und ließ sie hinrichten. Anders als der Präfekt behielt der mutmaßliche Rivale Nigrinus zwar sein Leben, doch wurde ihm die syrische Statthalterschaft entzogen, wodurch er seinen militärischen Rückhalt verlor. Er zog sich womöglich in seine hispanische Heimat zurück.

## Der Prinzipat Trajans

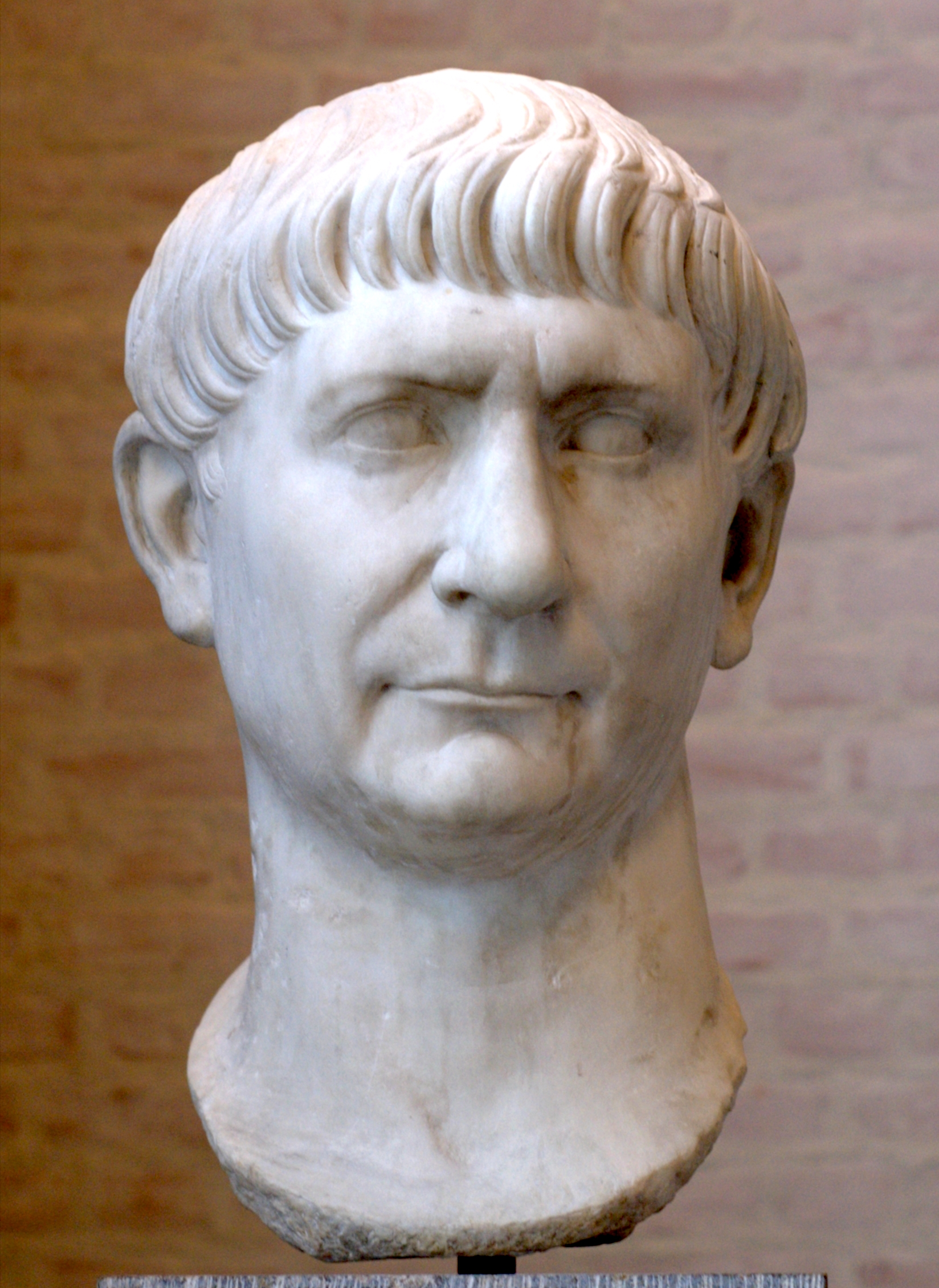
Kopf Trajans, Fragment einer überlebensgroßen Statue (Münchner Glyptothek)

### Regierungsantritt
Trajan sorgte dafür, dass Nerva auf Senatsbeschluss divinisiert und seine sterblichen Überreste im Augustusmausoleum beigesetzt wurden. Trotz des Todes seines Vorgängers blieb Trajan weiterhin am Rhein und kehrte erst zwei Jahre später nach Rom zurück. Die lange Abwesenheit des Princeps von Rom war ungewöhnlich und scheint in der Hauptstadt die Erwartung eines Germanenkrieges geweckt zu haben. Zu seinem Nachfolger für die Statthalterschaft der Germania superior ernannte Trajan seinen comes Iulius Ursus Servianus, mit der Verwaltung Niedergermaniens betraute er Lucius Licinius Sura, zwei Kommandeure, die auch später zu den wichtigsten Stützen seiner Herrschaft gehören sollten. Das Jahr 98 verbrachte Trajan mit Inspektionsreisen an Rhein und Donau. Größere militärische Ereignisse fanden während seines Aufenthalts am Rhein nicht statt. Das zweijährige Unternehmen diente vor allem der Sicherung des Friedens an den Nordgrenzen des Reichs. In dieser Zeit wurde der Bau von Straßen in den rechtsrheinischen Gebieten vorangetrieben, die Infrastruktur des Hinterlandes gestärkt und Verteidigungsanlagen wurden ausgebaut. Eine von Mainz über Baden-Baden und Offenburg zur Donau führende Straße wurde unter ihm fertiggestellt, ebenso die Verbindung Mainz–Köln–Vetera–Nimwegen. Im Winter 98/99 erreichte Trajan die Donau und betrieb Maßnahmen zum Ausbau und zur Festigung der Reichsgrenze. Dabei setzte er die Grenzpolitik Domitians fort, der den Schwerpunkt schon vom Rhein zur Donau verlegt hatte. In dieser Zeit begann Trajan auch mit der Errichtung des Neckar-Odenwald-Limes. Die zweijährige Inspektionsreise sollte auch die Gefolgschaft der Grenztruppen und der Provinzbewohner sichern. Oft wurde angenommen, der eigentliche Zweck der Truppeninspektionen seien Vorbereitungen für einen Krieg gegen die Daker gewesen. Doch berichten die Quellen nichts darüber, was die eigentliche Zielsetzung der Rhein- und Donaureise zwingend mit dem ersten Dakerkrieg verbindet. Im Herbst 99 kehrte Trajan nach Rom zurück. Obwohl es nicht zu einem Germanenkrieg gekommen war, wurde das zweijährige Unternehmen zur Sicherung des Friedens an den Nordgrenzen des Reichs in Rom als Sieg verkündet und gefeiert.

### Verhältnis zum Senat
Trajan gestaltete seine Herrschaft bewusst als Gegenbild zu Domitian. Gegenüber den Senatoren war seine Herrschaft von Wohlwollen und Kooperation geprägt. Schon in seinen ersten Briefen vom Rhein aus schwor er, dass er keinen Senator ohne Verfahren vor dem Senat werde hinrichten lassen, woran er sich offensichtlich auch hielt. Dies war zwar bereits seit mehreren Regierungswechseln übliche Praxis gewesen, doch hatte Domitian mit dieser Tradition gebrochen und keinen Eid abgelegt.
Trajans Rückkehr aus den Donauprovinzen im Jahr 99 vollzog sich ohne Prunk. Er zog demonstrativ bescheiden zu Fuß in Rom ein. Die ihn erwartenden Senatoren wurden mit einem Kuss begrüßt. Bereits in den ersten Wochen seiner Herrschaft ließ Trajan auf Münzen verkünden, dass er seine Herrschaft vom Senat erhalten habe. Anders als Domitian und mehreren seiner Vorgänger wurde Trajan nicht vorgeworfen, sich am Vermögen der Bürger, speziell der Senatoren, zu bereichern. Zwar schaffte Trajan die sogenannten Majestätsprozesse nicht ab, ließ sie gegen Senatoren jedoch nicht zu. Um Verstimmungen zu vermeiden, wurden hohe Positionen auch mit unter Domitian geförderten Rittern und Senatoren besetzt. Trajan demonstrierte seine moderatio (Mäßigung), als er den vom Senat angetragenen Titel Pater patriae zunächst ablehnte. Erst im Herbst 98 nahm er den Titel an. Die Praxis der Flavier, ständig ein ordentliches Konsulat zu bekleiden, führte er nicht fort. Während seiner Herrschaft war Trajan nur vier weitere Male Konsul (100, 101, 103, 112). Die beiden Senatoren Sextus Iulius Frontinus und Lucius Iulius Ursus durften gar im Jahr 100 mit dem dritten Konsulat genauso viele Konsulate bekleiden wie der Princeps. Dies war eine außergewöhnliche Ehrung, denn der Vorrang des Princeps drückte sich gewöhnlich in der höheren Zahl der Konsulate gegenüber allen anderen Senatoren aus. Als Grund dieser außergewöhnlichen Ehrung wird die Rolle der beiden Senatoren bei der Regelung der Nachfolge angesehen. Dennoch war Trajans Dominanz gegenüber dem Senat und seine faktische Macht nicht gemindert. Allein der Kaiser sicherte die Herrschaft über das Reich. Auch Plinius erkennt: Sunt quidem cuncta sub unius arbitrio („es hängt doch alles vom Willen eines Einzelnen ab“).
Da Trajan nicht der leibliche Sohn Nervas war, konnte die Idee des Besten (optimus), der aus allen Guten (boni, d. h. den Senatoren) durch Adoption im Konsens mit dem Senat zur Herrschaft gelangt war, propagiert werden, obwohl der Senat daran in Wirklichkeit keinen Anteil gehabt hatte. Im Oktober 99 schwor Trajan bei seiner dritten Designation zum Konsul auf dem Marsfeld stehend vor den sitzenden Konsuln den Eid auf die Republik, dass die Götter ihn strafen mögen, sollte er wissentlich gegen die Republik handeln. Durch diese Zeichen und Gesten der scheinbaren Gleichrangigkeit betonte er die ideologische Stellung des Senates als Mitte des Staates und seine kaiserliche Position als primus inter pares, so dass Plinius den Kaiser begeistert als „einen von uns“ (unum ille […] ex nobis) bezeichnen konnte, der nicht über den Gesetzen stehe, sondern vielmehr sich ihnen unterordne (non est princeps supra leges, sed leges supra principem).
Trajan setzte nicht nur im Umgang mit dem Senat neue Akzente. Auch die Ideologisierung des Prinzipats geschah in bewusster Distanzierung von der als Tyrannei empfundenen Herrschaft Domitians. Gefeierte neue Schlagworte neben den alten Kardinaltugenden wie clementia (Milde), iustitia (Gerechtigkeit), pietas (Frömmigkeit), virtus (militärische Tüchtigkeit) waren Leitbegriffe wie moderatio (Mäßigung), comitas (Freundlichkeit), temperantia (Selbstbeherrschung), mansuetudo (Sanftmut), humanitas (Menschlichkeit), vor allem aber die civilitas als Qualität der Bürgerlichkeit schlechthin. Bereits vor dem 1. September 100 hatten Senat und Volk von Rom Trajan den bis dahin noch nie und auch später nicht wieder vergebenen Ehrentitel Optimus Princeps, bester und edelster Princeps, verliehen. Seit dem Jahr 103 wurde der Name Optimus Princeps auf Münzen propagiert.

### Dakerkriege

#### Erster Dakerkrieg

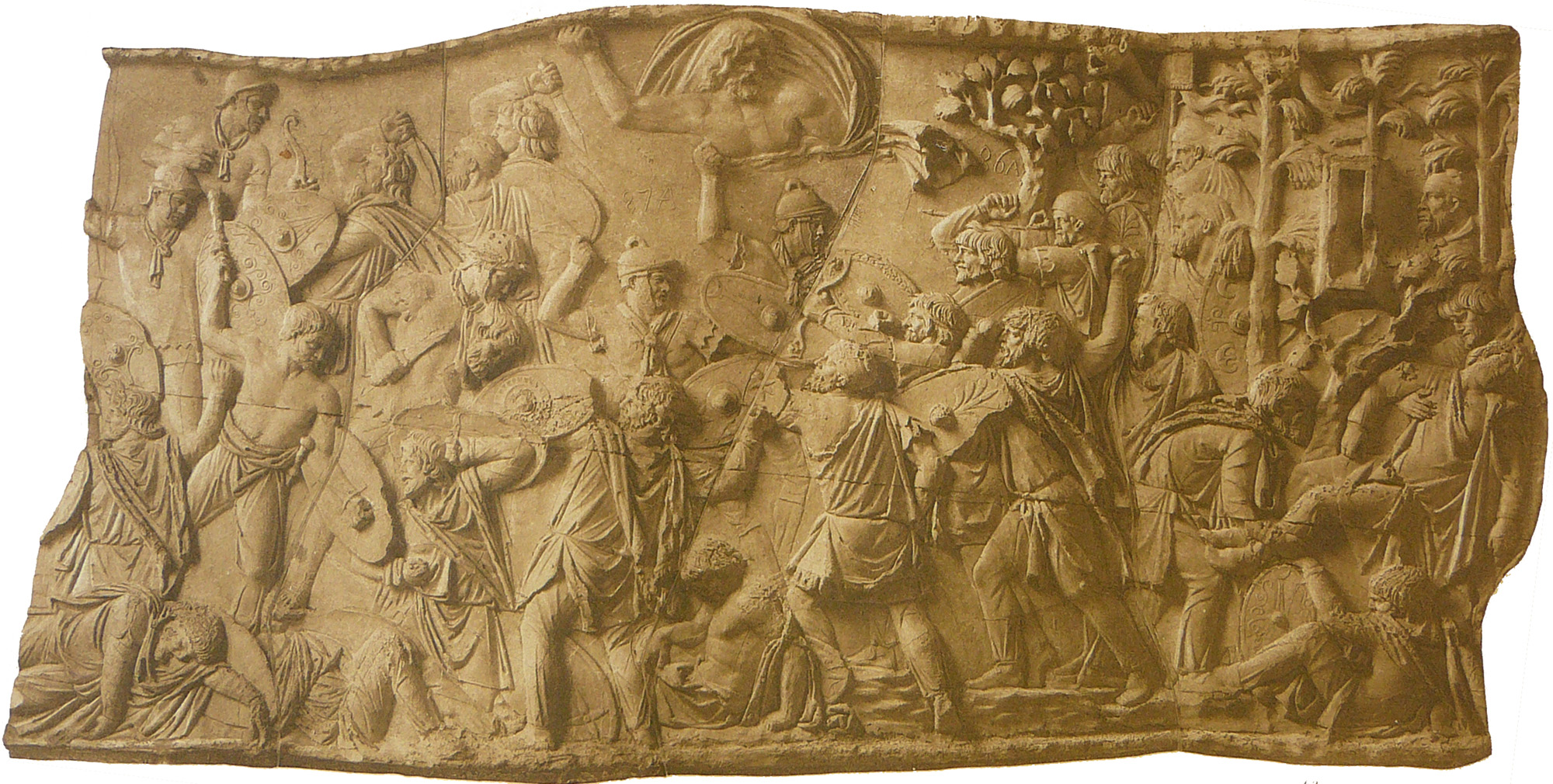
Schlachtenszene des Ersten Dakischen Krieges, Relief der Trajanssäule

Nach römischem Selbstverständnis durfte ein Kaiser nur „gerechte Kriege“ (bella iusta) führen. Offiziell gab daher das Verhalten des Dakerkönigs Decebalus den Anlass zum Krieg gegen das Dakerreich. Ihm wurde vorgeworfen, gegen die Bestimmungen des Friedensvertrages von 89 verstoßen zu haben. Die tieferen Gründe sind wohl in der Bedrohung der Stabilität der Donaugrenze und der Sicherheit der römischen Balkanhalbinsel gegenüber dem Machtgebilde des Dakerreiches zu sehen. Aber auch Kriegsruhm zur Legitimation seiner Herrschaft spielte für Trajan eine wesentliche Rolle. Im Frühjahr 101 eröffnete er den Krieg gegen die Daker. Am 25. März 101 brach Trajan mit Einheiten der hauptstädtischen Garde auf. In der Schlacht von Tapae entbrannte die einzige große Auseinandersetzung des Ersten Dakerkrieges; sie brachte Trajan seinen ersten bedeutenden Sieg ein.
Doch hatte der Dakerkönig keine vernichtende Niederlage hinnehmen müssen und befahl einem bedeutenden Teil seiner Reitertruppen, in die römische Provinz Moesia inferior (Niedermösien) einzufallen. Mit diesem Entlastungsangriff hoffte er wohl, die Unterstützung der dortigen stammesverwandten Bevölkerung für sich zu gewinnen. Dies zwang Trajan und seine Truppen, sich zurückzuziehen und sich nach Niedermösien zu begeben. Auch die folgende Schlacht konnte Trajan für sich entscheiden. Daraufhin wandte er sich wieder Dacia (Dakien) zu und verstärkte die dortigen Truppen um eine weitere Legion. Es gelang ihm bei der Erstürmung der dakischen Festung Costești, das Feldzeichen zurückzugewinnen, das die Daker bei ihrem Sieg über Cornelius Fuscus im Jahre 86 erbeutet hatten. Mittlerweile war auch Decebalus’ Schwester von Manius Laberius Maximus in Tilișca gefangen genommen worden.
Diese Ereignisse veranlassten Decebalus, Trajan um Frieden zu ersuchen. Trajan ließ sich darauf ein und brach den Krieg spätestens im September 102 nur wenige Kilometer vor dem Zentrum des Dakerreiches ab. Die Bedingungen des Friedensvertrages umfassten die Ablieferung der Waffen und Kriegsmaschinen der Daker sowie die Zurücksendung der römischen Militäringenieure, die ihm Domitian im Rahmen des Friedens von 89 zur Verfügung gestellt hatte. Decebalus musste seine Festungen schleifen lassen, sich aus allen besetzten Gebieten zurückziehen und sich außenpolitisch Rom vollständig unterordnen. Decebalus konnte aber seine Königswürde absichern und verblieb als ein von römischer Seite anerkannter König unter der Oberheit Roms. Karl Strobel geht angesichts des Abbruchs der Kämpfe und der ehrenvollen Bedingungen für Decebalus von einer zunehmenden Erschöpfung auch auf Seiten des römischen Heeres aus.
Noch 102 nahm Trajan bei seiner Rückkehr nach Rom den Siegerbeinamen Dacicus an und feierte einen Triumph. Zwar hatte nun Rom größere Teile der späteren Provinz Dacia bereits unter Kontrolle, doch war die offizielle Vorverlegung der Reichsgrenzen und die Errichtung einer Provinz wahrscheinlich noch nicht verkündet.

#### Zweiter Dakerkrieg

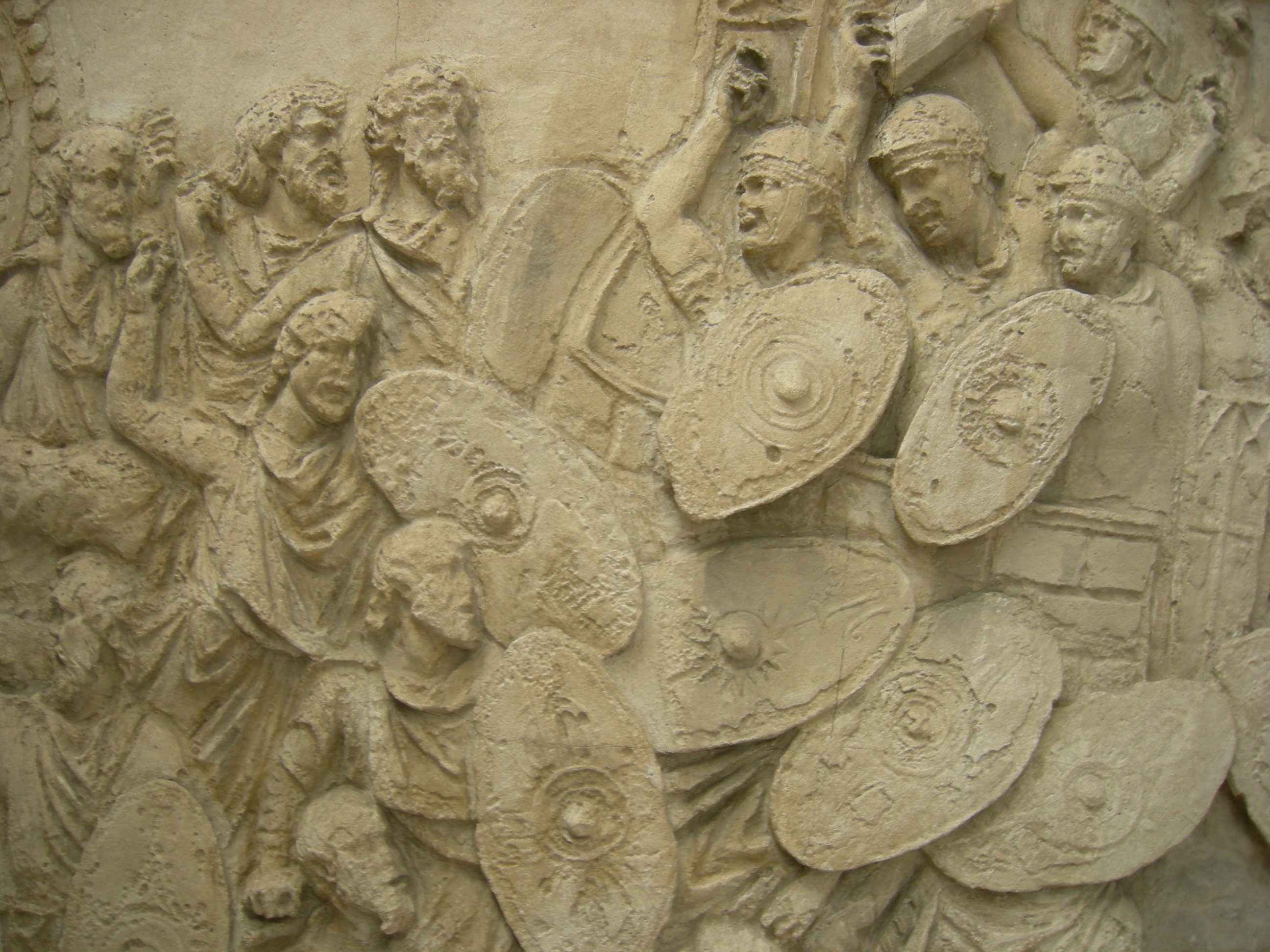
Schlachtenszene zwischen Dakern und Römern, Kopie nach einem Relief der Trajanssäule

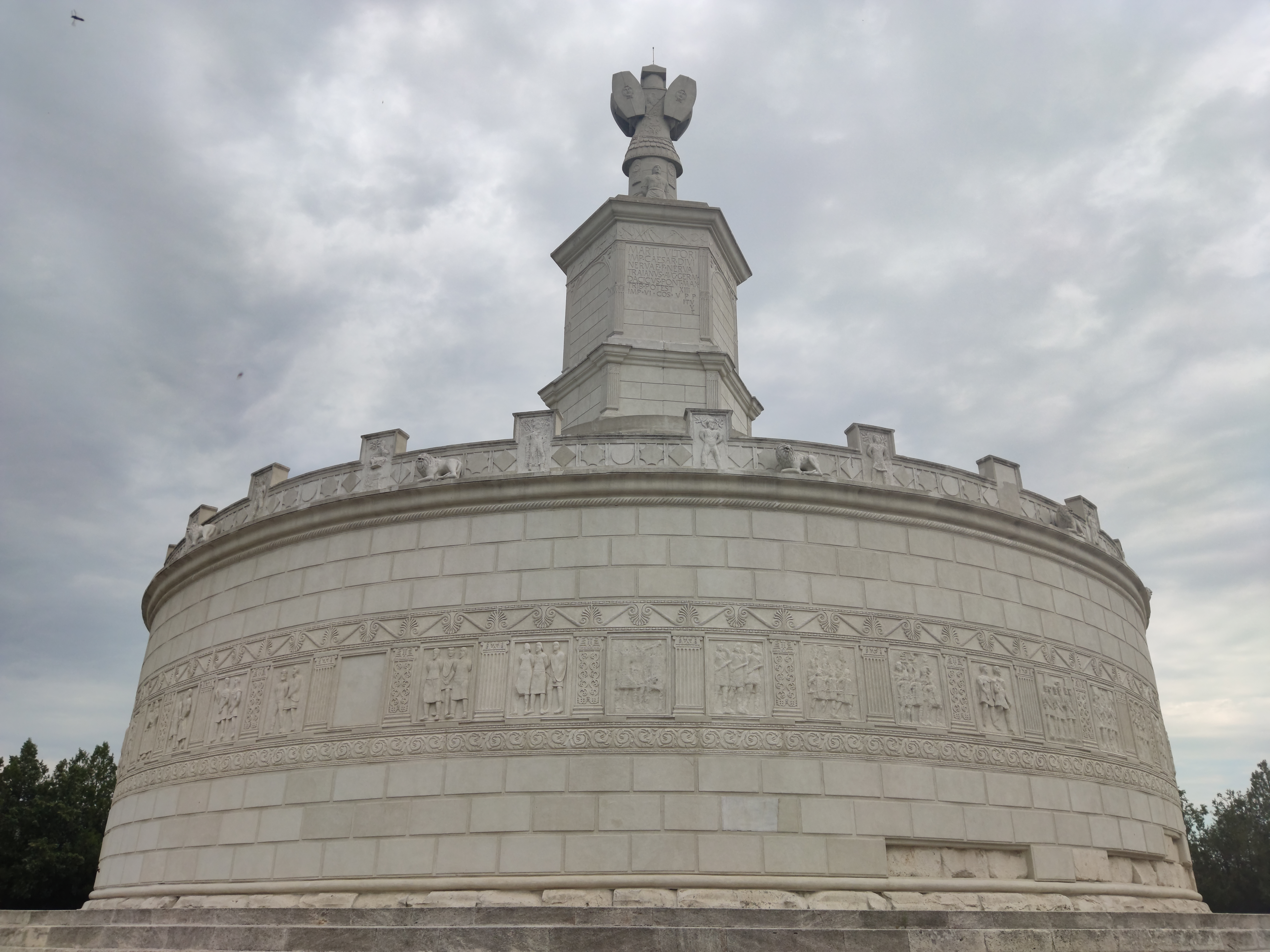
Das Tropaeum Traiani, monumentales Siegesdenkmal bei Adamclisi in der Dobrudscha (Rekonstruktion)

Nach dem Friedensschluss mit Trajan bemühte sich der Dakerkönig um den Aufbau eines gegen Rom gerichteten Bündnisses mit seinen Nachbarn. Er beschaffte sich ferner Waffen und nahm erneut Überläufer auf, erneuerte seine Verteidigungsanlagen und ging vermutlich im Jahr 104 mit Gewalt gegen die mit Rom verbündeten Jazygen vor. Die Erkenntnis, dass sich Decebalus weder durch harte Friedensverträge noch durch militärische Überwachung dazu bringen ließ, sich Rom unterzuordnen, konnte nur die Zerschlagung des Dakerreiches und die Einrichtung einer römischen Provinz zur Folge haben. Der Zweite Dakerkrieg wurde wiederum durch eine Kriegserklärung des Senats ausgelöst.
Zu Beginn des Krieges standen insgesamt 15 Legionen bereit, fast die Hälfte der zu dieser Zeit im Römischen Reich aufgestellten Legionen. Decebalus’ Versuche, den Frieden auf diplomatischem Wege zu erneuern sowie die benachbarten Völker zum Kriegseintritt zu bewegen, scheiterten. Zahlreiche hochrangige dakische Gefolgsleute verließen ihn. Noch bevor der Kaiser auf dem Kriegsschauplatz eintraf, musste Decebalus einsehen, dass er den Krieg nicht gewinnen konnte. In seiner verzweifelten Lage schickte er einen Überläufer zu Trajan, der sich noch in Moesien aufhielt, um ihn ermorden zu lassen. Doch auch dieses Vorhaben scheiterte. Daraufhin traf er sich mit dem General Pompeius Longinus zu Kapitulationsverhandlungen, nahm ihn jedoch mit einigen seiner Begleiter gefangen. Er forderte für Longinus’ Freilassung die Räumung aller römisch besetzten Gebiete bis zur Donau und Entschädigung für sämtliche Kriegskosten. Die hohen Forderungen schlug Trajan zunächst weder ab noch akzeptierte er sie. Longinus selbst versuchte durch Selbstmord die Verzögerung des römischen Vormarsches zu beenden.
Dennoch konnte die römische Kampagne erst im Frühjahr 106 fortgeführt werden. Die römische Armee rückte ins dakische Reichszentrum vor und besiegte die gegnerischen Verbände. Decebalus gelang zwar zunächst die Flucht, doch wurde er von einem Verfolgertrupp unter der Führung des Tiberius Claudius Maximus eingeholt und konnte sich nur durch Selbstmord der Gefangennahme entziehen. Das abgeschlagene Haupt wurde Trajan überbracht. Er ließ das Haupt als Zeichen für den vollständigen Sieg Roms und zur Demütigung des Feindes auf der Gemonischen Treppe zur Schau stellen.
Das Gebiet wurde 106 als Provinz Dacia einem Statthalter mit zwei Legionen unterstellt. 106/107 wurde die römische Kolonie Colonia Ulpia Traiana Augusta Dacia Sarmizegetusa als Ersatz für die alte Königsstadt gegründet. Die erhebliche Dezimierung der dakischen Bevölkerung glichen Siedler aus allen Teilen des Reichs aus, aber auch Veteranen wurden angesiedelt. Da alle Siedler Latein sprachen, wurde Dacia sprachlich so schnell romanisiert wie keine andere Provinz. In Adamclisi ließ der Kaiser mit dem Tropaeum Traiani ein monumentales Siegesdenkmal errichten, das als eines der bedeutendsten Staatsmonumente in den Provinzen gilt.
Im Sommer 107 feierte Trajan einen zweiten Triumph über die Daker. Die gewaltige römische Kriegsbeute soll sich auf 50.000 Kriegsgefangene, 500.000 Pfund (165.000 kg) Gold und 1.000.000 Pfund (331.000 kg) Silber belaufen. Mit Hilfe des dakischen Goldes veranstaltete Trajan verschwenderische Spiele im Circus und im Amphitheater. Allein in den Jahren 108 und 109 kämpften während der Veranstaltungen aus Anlass des Zweiten Dakerkrieges 4.941 Gladiatorenpaare. Lucius Licinius Sura, der in beiden Dakerkriegen eine hervorragende Rolle gespielt hatte, wurde die außerordentliche Ehre eines dritten Konsulats zuteil.

### Italienpolitik

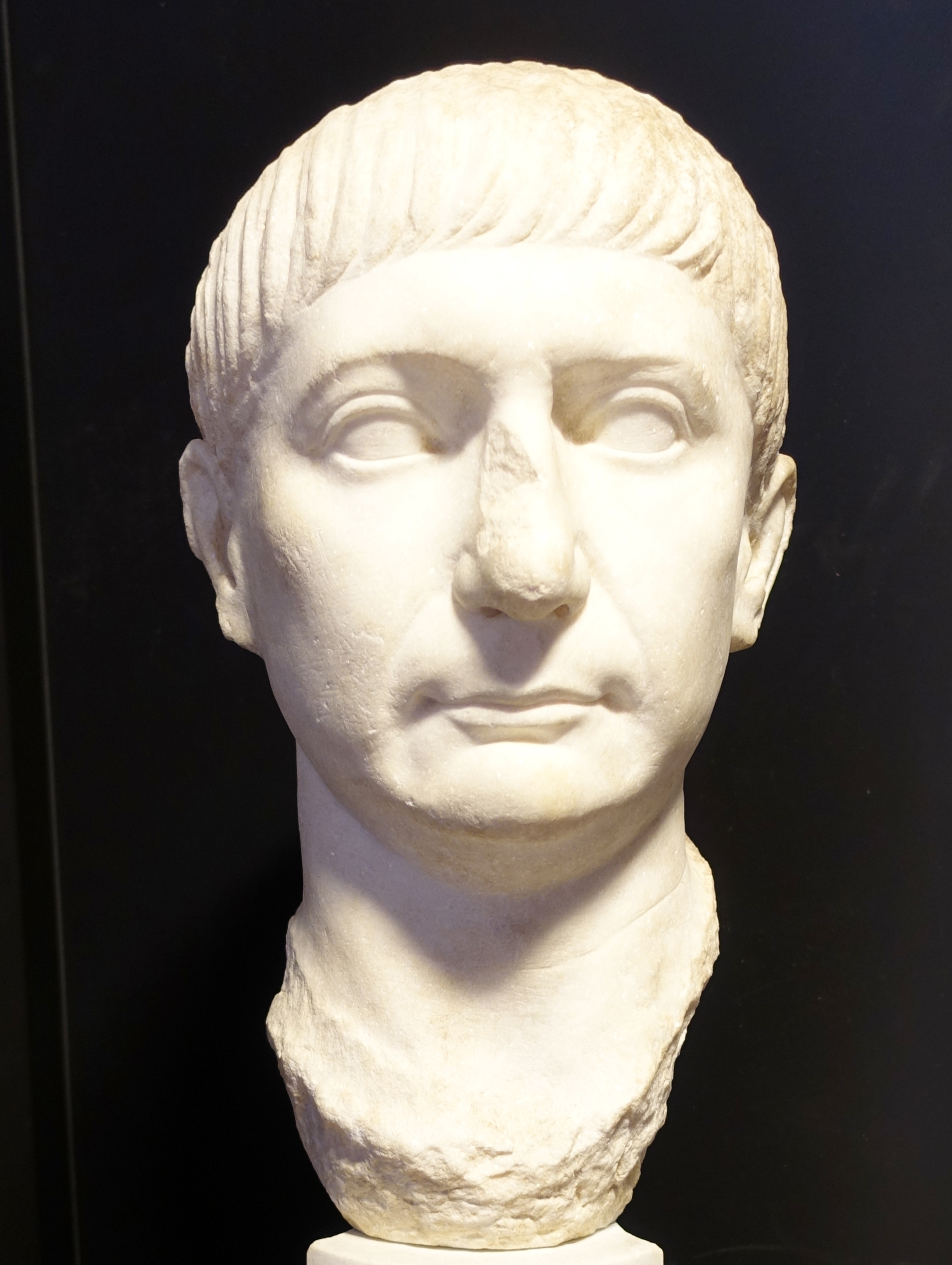
Büste Trajans aus Olbia, Sardinien

Die sechs Jahre von 107 bis 113 zwischen den Dakerkriegen und dem Partherkrieg waren die längste Zeit, die Trajan nicht in den Provinzen, sondern in Rom verbrachte. Seine Politik war dabei durch Paternalismus und die besondere Förderung Italiens geprägt. Bereits Nerva hatte Italien einen besonderen Rang eingeräumt und dies auch öffentlich durch Münzen kundgetan. Trajan führte diese Politik fort. Durch ein Edikt wurden Kandidaten für senatorische Ämter verpflichtet, mindestens ein Drittel ihres Besitzes in Land innerhalb Italiens anzulegen. In Italien entfaltete Trajan eine rege Bautätigkeit. Ähnlich wie seine Vorgänger verbesserte auch er das Straßennetz. 112 stellte er die Via Traiana von Benevent nach Brundisium fertig. Damit sollte die Via Appia entlastet werden, die mit Brundisium denselben Zielpunkt hatte. Außerdem wurden die Reisemöglichkeiten in weiten Teilen Italiens durch eine bessere Erschließung des Ostens von Apulien und Calabria verbessert. Den Anfang der Via Traiana in Benevent markiert ein Ehrenbogen, dessen Bildprogramm die Fürsorge des Kaisers für die Bevölkerung Italiens hervorhebt.
Nördlich von Ostia ließ er einen neuen Hafen bauen, den Portus Traiani, um die Lebensmittelversorgung Roms zu sichern und die Anlandung von Massengütern wie Weizen, Baumaterial und Marmor vom Einfluss des Wetters weniger abhängig zu machen. Neubauten oder Erweiterungen von Häfen gab es zudem in Ancona, Centumcellae und Terracina. Der herausragende Stellenwert Italiens im politischen Denken und Handeln Trajans schlug sich auch in den Münzen nieder. Auf ihnen war die Devise Italia rest(ituta) („Wiederherstellung Italiens“) eingeprägt. Besondere Münzen mit der Aufschrift von Provinzen gab es unter Trajan nur, wenn diese in seiner Regierungszeit für das Reich neu erworben worden waren. Andere Provinzen, die schon lange zum Imperium gehörten, wurden auf Münzen nicht aufgeführt.
Kurz nach Beginn seiner Herrschaft begann Trajan eindrucksvolle Bauten zur Verschönerung Roms, zum Nutzen der Bevölkerung und zu seinem eigenen Ruhm errichten zu lassen. Hohe Aufmerksamkeit widmete er dabei der Sanierung der Infrastruktur in den italienischen Städten. Das Wasserleitungssystem ließ er ausbauen und renovieren. Die im Jahr 109 fertiggestellte und fast 60 Kilometer lange Wasserleitung Aqua Traiana führte aus der Gegend des Lago di Bracciano im Norden Roms Wasser in den Stadtteil rechts des Tiber. Mit der Aqua Traiana band Trajan die sozial eher schlecht gestellten Wohnviertel der Regio Transtiberium an die Wasserversorgung an. Bis zum Jahr 109 entstanden Thermen von bisher unbekannten Ausmaßen. Die in der Nähe der Vergnügungsbauten des Kolosseums, des Ludus Magnus und der Titusthermen errichteten Trajansthermen übertrafen die Größe der Titusthermen um das Vierfache. Dabei wurde auch der Großteil von Neros Goldenem Haus überbaut. Die Rückführung des Geländes in den öffentlichen Nutzen war beabsichtigt und verstärkte, im Gegensatz zum „schlechten“ Kaiser Nero, das Bild des optimus princeps. Zur Einweihung der Trajansthermen im Jahr 112 wurden 117 Tage lang Spiele veranstaltet, bei denen 8.000 Gladiatoren und 10.000 Tiere kämpften. Ähnlich wie Augustus ließ Trajan auch Naumachien, nachgestellte Seeschlachten, aufführen.

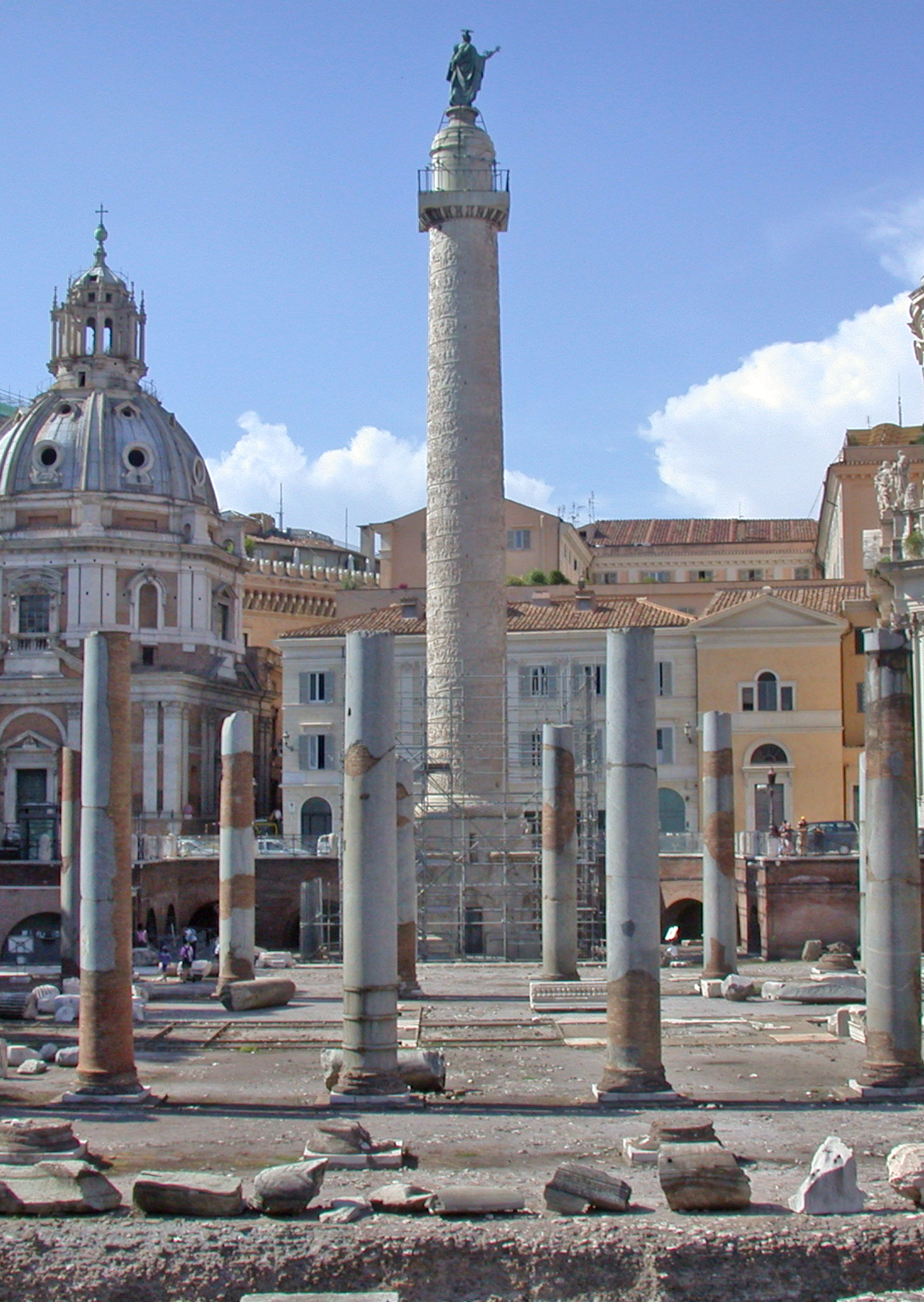
Trajanssäule auf dem Trajansforum in Rom

Der monumentalste Baukomplex war allerdings das Forum Traiani, das Trajan zwischen 107 und 113 durch den Architekten Apollodor von Damaskus konstruieren ließ. Mit einer Länge von 300 und einer Breite von 185 Metern übertraf es alle bisherigen Kaiserforen in Rom beträchtlich. Anders als die Kaiserforen seiner Vorgänger konnte keine die familiäre Herkunft erklärende Gottheit und auch kein Rächergott oder eine persönliche kaiserliche Schutzgottheit auf dem Forum Traiani den zentralen Platz beanspruchen. Vielmehr wurden Militär und Senat als Stützen der kaiserlichen Macht bedacht, und auch die Sorge für das Volk erhielt ihren Ausdruck. Das eigentliche Siegeszeichen war die auf dem Trajansforum errichtete Trajanssäule. Das fast 200 Meter lange Reliefband dokumentierte in zwei großen Abschnitten mit zahllosen Details und Einzelszenen die beiden Dakerkriege. Das Trajansforum war mit den sogenannten Trajansmärkten verknüpft, ein an das Forum angrenzendes, in sich geschlossenes Geschäftsviertel, das seit seiner Freilegung in den 1930er-Jahren zu den bedeutendsten erhaltenen römischen Profanbauten gezählt wird.
In Rom gewährte Trajan 5.000 Kindern Anteil an kostenloser Getreideverteilung. Das umfassendste Unternehmen zur Stärkung Italiens war jedoch die Alimentarinstitution. Bereits unter Nerva hatte es erste Ansätze dazu gegeben, aber erst Trajan führte sie in größerem Ausmaß fort. Diese Alimentarstiftung sicherte durch Zinsen und Darlehen, die Trajan Grundbesitzern gewährte, vermutlich hunderttausenden Jungen und Mädchen monatliche Unterstützung. Die Anzahl der unterstützten Kinder war aller Wahrscheinlichkeit nach nicht vorgegeben. Vielmehr hing sie vermutlich von äußeren Faktoren wie dem zur Verfügung stehenden Kapital des Kaisers, der Anzahl an potentiellen Schuldnern und der Kinderzahl in der jeweiligen Stadt ab. Ziel war offensichtlich eine Erhöhung der Geburtenrate in Italien und eine Stärkung der römischen Wehrkraft. Zur Stärkung Italiens wurden mit der legio II Traiana und der legio XXX Ulpia auch zwei neue Legionen aufgestellt. Auf einer Bronzetafel für die Stadt Veleia, etwa 30 km vom heutigen Piacenza entfernt, sind entsprechende Regelungen der sogenannten alimenta überliefert. Insgesamt erhielten dort aus der traianischen alimenta 300 Kinder eine Zahlung, 264 Jungen je 16 Sesterzen pro Monat und 36 Mädchen je 12. Bisher sind über 50 Orte in weiten Teilen Italiens für diese kaiserliche Maßnahme bezeugt. Die Alimentarinstitution war weder Teil einer umfassenden Wirtschaftspolitik noch aktuelles Krisenmanagement. Es handelte sich primär auch nicht um ein Programm zur Unterstützung der Armen Italiens, sondern um eine Repräsentation Trajans. Es sollte die von Trajan betriebene Unterstützung das Bild eines fürsorgenden princeps projizieren. Im Rahmen der Alimentarstiftungen propagierte Trajan verschiedene positive Charaktereigenschaften. Neben der bereits von Augustus beworbenen liberalitas sind auch cura, aeternitas, providentia und indulgentia als Umschreibung des kaiserlichen Engagements inschriftlich belegt. Die Alimentarstiftung hatte bis weit in das 3. Jahrhundert Bestand.

### Städtegründungen
Trajan war bemüht, den inneren Ausbau des Reichs voranzutreiben. Der römische Staat stützte sich auf Städte als unterste Verwaltungseinheiten, die ihm die Herrschaftsausübung erleichterten. Man überließ ihnen hinsichtlich der lokalen Selbstverwaltung besonders auf den Gebieten der Steuereinziehung, der niederen Gerichtsbarkeit und der Rekrutierung Kompetenzen. Die trajanischen Städtegründungen bzw. die Erhebungen zu höheren Stadtrechtsformen haben ihre geographischen Schwerpunkte in den germanischen Provinzen (Germania inferior und im Norden der Germania superior), in den Provinzen der mittleren und unteren Donau von Pannonia (Pannonien) bis Niedermösien und Thracia (Thrakien) und schließlich in der Provinz Africa Proconsularis.
In Niedergermanien gründete Trajan in der Nähe des heutigen Xanten die Kolonie Ulpia Traiana. Ebenfalls wurde die Hauptstadt der Bataver, Ulpia Noviomagus Batavorum (Nijmegen), neu gegründet und organisiert. Damit konnte Trajan sich die Gefolgschaft niedergermanischer Stämme sichern, die ihm fortan wieder als kaiserliche Kavallerieeinheit dienten. In der Germania superior erfolgte nach der Verlegung von Truppen an den Limes eine zivile Strukturierung der Provinz. Es entstanden im Rhein-Main-Neckar-Gebiet die Civitas Mattiacorum mit dem Hauptort Aquae Mattiacorum (Wiesbaden), die Civitas Ulpia Sueborum Nicrensium (Hauptort Lopodunum/Ladenburg) und die Civitas Taunensium mit dem Hauptort Nida (Frankfurt-Heddernheim). In Pannonien wurde nach der Verlegung der Legio XIII Gemina, die an einem der beiden Dakerkriege teilgenommen hatte und in der neugeschaffenen Provinz verblieb, die Colonia Ulpia Traiana Poetovio gegründet. In Thrakien beabsichtigte Trajan die Verwaltung des Landes weitgehend den neugeschaffenen Städten zu übertragen. Sechs Städte haben ihren Ursprung bzw. erfuhren eine Veränderung ihrer Rechtsform in trajanischer Zeit. Traianopolis (östlich des heutigen Alexandroupoli), Augusta Traiana (Stara Zagora), Plotinopolis (bei Didymoticho) und Marcianopolis (Dewnja). Den Städten Pautalia (Kjustendil), Serdica (Sofia) und Topeiros (bei Xanthi) und evtl. Bizye (Viza) wurde von Trajan das Stadtrecht verliehen.
In Nordafrika wurden Lepcis Magna, Hadrumetum und eventuell Leptis Minus als wirtschaftlich blühende und weitgehend romanisierte Städte zu Titularkolonien erhoben. In Numidien wurde der Statthalter Lucius Munatius Gallus angewiesen, die Stadt Thamugadi als Colonia Marciana Traiana durch die Ansiedlung von Veteranen der Legio III Augusta zu gründen. Die Stadt entwickelte sich zu einer der bedeutendsten Städte Nordafrikas.

### Trajan und Plinius
Am 1. September 100 hielt Plinius der Jüngere bei seinem Antritt als Suffektkonsul Panegyricus, eine Lobrede auf die nach der Schreckensherrschaft Domitians durch Nerva und Trajan eingeleitete Ära. Plinius schrieb Trajan zahlreiche Taten und Tugenden zu und grenzte ihn von den schlechten Principes, insbesondere von Domitian, ab. Zwischen den Jahren 109 und 113 verwaltete Plinius für eineinhalb Jahre die Provinz Pontus et Bithynia in Nordwestkleinasien. Wahrscheinlich aus militärischen Gesichtspunkten wurde Plinius direkt im Auftrag des Kaisers als legatus Augusti pro praetore dort tätig, denn Trajan bereitete den Partherkrieg vor, und Nordwestkleinasien war Durchmarschgebiet von der nördlichen bis zur östlichen Reichsgrenze. Während dieser Zeit entwickelte er eine rege Korrespondenz mit Trajan. Dieses Corpus umfasst 107 Briefe und ist als zehntes und letztes Buch einer Sammlung von Kunstbriefen des Plinius überliefert worden. Die Korrespondenz ist somit eine einzigartige Quelle über die römische Provinzialverwaltung und das Leben in einer griechischsprachigen Provinz im Römischen Reich.
Der Briefwechsel zwischen Plinius und Trajan über den amtlichen Umgang mit Christen stellt das wichtigste, weil einzig erhaltene Zeugnis über den Verfahrensablauf von Christenprozessen dar, das nicht von christlichen Autoren vermittelt ist und dazu amtlichen Charakter besitzt. Plinius beginnt seine Anfrage, indem er seine Unsicherheit und sein Nichtwissen besonders hervorhebt. Er stellt fest, dass er vor seiner Statthalterschaft niemals an Christenprozessen mitgewirkt habe, und begründet damit, dass er nicht wisse, was und wie weit üblicherweise bestraft werde. Trajan solle ihn nun in seiner Unwissenheit lenken. So bittet Plinius den Princeps, ihn darüber zu belehren, was der eigentliche Strafgrund sei (quid puniri soleat) – das Christsein als solches (nomen Christianum) oder die Verbrechen, die damit verbunden seien (flagitia cohaerentia nomini). Plinius’ Brief gilt auch der Frage, wie weit Verbrechen vor Gericht untersucht und nachgewiesen werden müssten (quatenus quaeri soleat). In seiner Antwort billigte Trajan eine differenzierte Vorgehensweise. Trajan bestätigte das bisherige Verfahren, Christen hinzurichten, wenn sie angezeigt und überführt wurden. Die Verweigerung eines Opfers für die römischen Götter galt als Überführung. Wer aber aussagte, kein Christ zu sein, und das durch ein Opfer für die Götter bezeugte, sollte Verzeihung erhalten. Doch sollte nicht nach Christen gefahndet werden (conquirendi non sunt). Ausdrücklich tadelte der Princeps seinen Statthalter dafür, anonyme Anzeigen entgegengenommen zu haben, denn das sei ein schlechtes Beispiel und „unserem Zeitalter nicht angemessen“ (nec nostri saeculi est).

### Dynastische Politik
Trajan war bereits vor seiner Adoption seit etwa 75/76 mit Pompeia Plotina verheiratet. Sie erhielt spätestens um das Jahr 105 den Titel Augusta. Die Ehe der beiden war jedoch ohne Nachkommen geblieben, die für eine reibungslose Fortsetzung der Herrschaft hätten sorgen können. Doch dachte Trajan nicht daran, sich wegen der Kinderlosigkeit von Plotina scheiden zu lassen, denn Plotina war reich, gebildet und hatte nicht nur in ihrer Heimatprovinz Gallia Narbonensis weitverzweigte Familien- und Freundschaftsverbindungen. Die Kinderlosigkeit war jedoch kein entschiedener Nachteil, denn nach der Ideologie vom Besten, der im Idealfall aus allen zum Wohl aller auszuwählen war, hätte ein leiblicher Sohn der Wahl des Besten im Wege gestanden. Trajan ließ seine Schwester Ulpia Marciana nach ihrem Tod am 29. August 112 noch vor ihrer Bestattung durch Senatsbeschluss zur Diva erheben. Zur selben Zeit wurde Marcianas Tochter Matidia zur Augusta. Wohl zwischen Mai 113 und August 114 wurde auch Trajans gleichnamiger Vater zum Gott erklärt. Die trajanische Familie hatte sich somit eine breite Legitimierung auch durch göttliche Abkunft geschaffen. Trajan wurde so zum Sohn von zwei vergöttlichten Vätern. Er war der erste Kaiser, der eine göttliche Erhöhung eines Vaters, der selbst nicht Kaiser gewesen war, vornahm – ein Vorgang, der auch nach ihm eine seltene Ausnahme blieb.
Marcianas Tochter Matidia und deren Töchter Sabina und Matidia die Jüngere spielten eine bedeutende Rolle in Trajans dynastischer Politik. Sabina heiratete im Jahr 100 Trajans späteren Nachfolger Hadrian. Hadrian wurde damit der nächste männliche Verwandte und somit Anwärter auf die künftige Nachfolge. Bereits seit seinem zehnten Lebensjahr wurde Hadrian unter die Vormundschaft seiner Landsleute Trajan und Acilius Attianus gestellt. Doch wurde er erst kurz vor Trajans Tod adoptiert.

### Partherkrieg

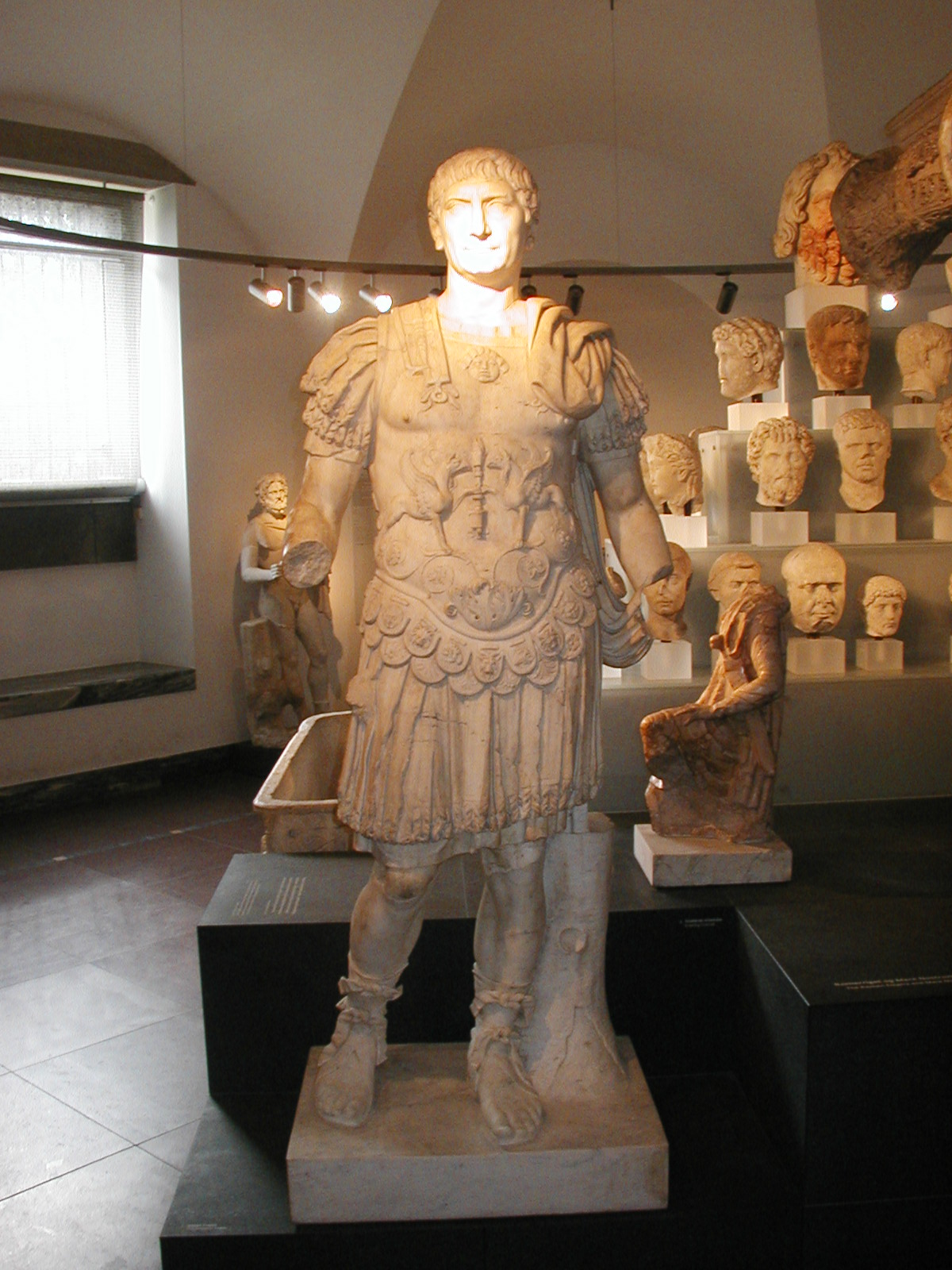
Panzerstatue Trajans. Ny Carlsberg Glyptotek, Kopenhagen

Ein Streit um die Einsetzung des armenischen Königs führte zu schweren Spannungen zwischen Rom und Parthien. Großarmenien galt zwar als Klientelreich Roms, doch beanspruchten auch die Parther hierüber die Vorherrschaft. Bereits in die Regierungszeit des Augustus fielen bewaffnete Auseinandersetzungen zwischen Römern und Parthern (siehe Partherkriege) über die Vorherrschaft in Armenien. Das Ergebnis des letzten Krieges im Jahre 66 war gewesen, dass der armenische König die Krone weiterhin vom römischen Kaiser zu empfangen habe, aber aus dem parthischen Königsgeschlecht der Arsakiden stammen und von den Parthern designiert werden musste. Der Partherkönig Chosroes versuchte nun, größeren Einfluss über Armenien zu gewinnen. Er vertrieb den bisherigen, von Rom anerkannten armenischen König Axidares und ersetzte ihn ohne Trajans Einwilligung durch dessen Bruder Parthamsiris. Damit bot er der römischen Seite einen Anlass oder – wie der Geschichtsschreiber Cassius Dio meint – einen Vorwand zum Krieg. Cassius Dio behauptet, das wahre Motiv sei Trajans Ruhmsucht gewesen. Er betont die Absicht des Kaisers, den Eroberungszug Alexanders des Großen nachzuahmen (sogenannte Alexander-Imitatio), und den Fehlschlag dieses Vorhabens. Diese kritische Einschätzung der Kriegspolitik Trajans spiegelt möglicherweise eine am Hof von dessen Nachfolger Hadrian propagierte Position wider, die der Rechtfertigung von Hadrians umstrittener Abkehr von Trajans Orientpolitik dienen sollte.
Ob Trajan schon vor dem Ausbruch der armenischen Krise einen Angriff plante und systematisch vorbereitete, ist umstritten. Einzelne Anzeichen sprechen dafür; so zeigen Münzen, die 111 im Umlauf kamen, dass die Eroberung Dakiens nicht das Ende der römischen Expansionsbestrebungen war. Bereits im Jahr 106 hatte der Statthalter der Provinz Syria, Aulus Cornelius Palma Frontonianus, das Nabatäerreich erobert. Dieses Gebiet wurde anschließend als neue Provinz Arabia Petraea eingerichtet und stärkte die strategische Position Roms im Osten. Obwohl ein schlagender Beweis für die Annahme eines von Trajan langfristig geplanten Angriffskriegs fehlt, wird diese Hypothese daher von zahlreichen Historikern für plausibel gehalten; Experten wie Werner Eck sind überzeugt, dass Trajan den Krieg, der vermeidbar gewesen wäre, gezielt herbeiführte. Als Kriegsgründe kommen auch wirtschaftliche Motive (Kontrolle der Handelswege durch Mesopotamien) und militärische Überlegungen (Erreichung einer besseren Grenzsicherung im Osten) in Betracht.
Trajan brach im Herbst 113 in Richtung Osten auf und erreichte Anfang 114 Antiochia in Syrien. Für den nun einsetzenden Krieg sind die wenigen Fragmente aus der Parthergeschichte Arrians sowie die Zusammenfassungen und Ausführungen aus dem Geschichtswerk des Cassius Dio die einzigen heute noch verfügbaren Quellen. Die einzelnen Ereignisse sind deshalb oft ungewiss; Münzen und Inschriften werden ergänzend zur Rekonstruktion des Ablaufs herangezogen.
In Elegia kam es zum Treffen zwischen Parthamsiris und Trajan. Parthamsiris forderte Trajan auf, ihn zum König Armeniens zu krönen. Doch der Kaiser war weiterhin nicht bereit, einen ihm nicht genehmen König auf dem armenischen Thron zu belassen. Bei dieser Gelegenheit soll Trajan verkündet haben, dass er Armenien stattdessen zur Provinz machen und einen römischen Statthalter einsetzen werde. Kurz nach seiner Abreise wurde Parthamsiris unter ungeklärten Umständen umgebracht, ein schwerer Rechtsbruch durch die Römer. Die folgenden Monate verbrachte Trajan damit, die neue Provinz militärisch zu sichern. Der parthische König war durch einen Bürgerkrieg abgelenkt und konnte daher zunächst keinen systematischen Widerstand organisieren. Gegen Ende des Jahres 114 scheint ganz Armenien unter römischer Kontrolle gewesen zu sein. Für die Eingliederung Armeniens wurden Trajan auf Beschluss des Senats zahlreiche Ehrungen zuteil, vor allem wurde ihm offiziell der Titel Optimus verliehen.
Trajan zog indessen weiter nach Süden, verließ Armenien und eroberte die wichtigen Städte Nisibis und Batnae. Gegen Ende des Jahres wurde Mesopotamien zur römischen Provinz erklärt. Trajan scheint in dieser Zeit zahlreiche Schlachten geschlagen zu haben, denn er wurde viermal zum Imperator ausgerufen. Den Winter 115/116 verbrachte er in Antiochia, wo ein schweres Erdbeben ihn fast das Leben kostete. Innere Wirren in Parthien hinderten Chosroes wohl an jedem konzentrierten Widerstand.

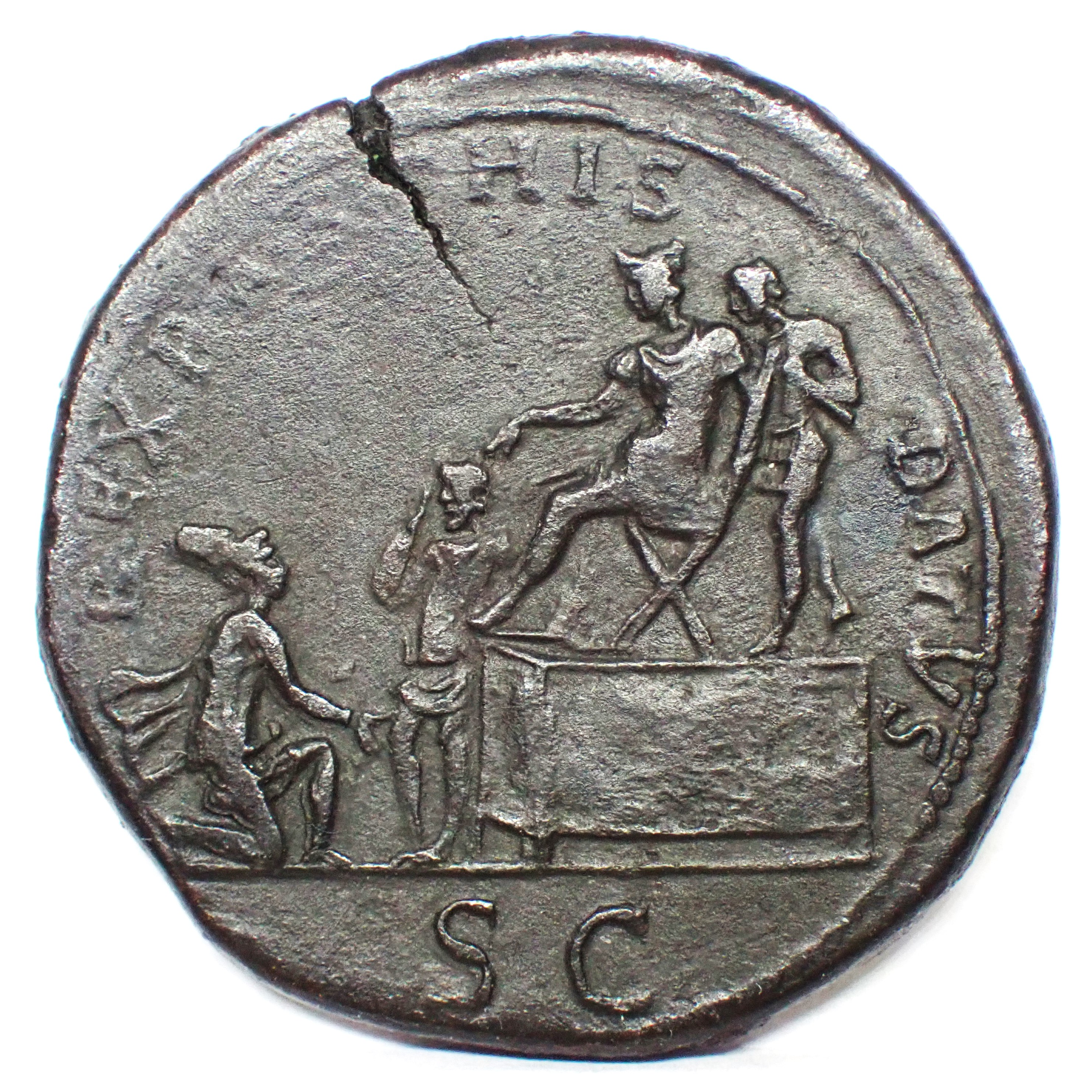
Sesterz mit Trajan auf dem Podium, der knienden Parthia den König Parthamaspates präsentierend

Im Januar 116 nahmen die römischen Truppen ohne Gegenwehr die Hauptstadt der Parther, Ktesiphon am Tigris, ein. Zwar war Chosroes geflohen, doch konnte Trajan eine Tochter von ihm und den parthischen Thron in seine Gewalt bekommen und diesen nach Rom schicken. Trajan setzte Parthamaspates als König und Parthien ein und ließ dieses Ereignis auf die Rückseite eines Sesterzen prägen. Diese Münze trug die Umschrift REX PARTHIS DATVS. Parthamaspates konnte sich aber nur kurzfristig halten und floh zu den Römern. Am 20. Februar 116 kam der Siegername Parthicus zu Germanicus und Dacicus hinzu. Trajan sollte außerdem Triumphe in beliebiger Zahl feiern dürfen. Die Münzprägung begann die Niederwerfung Parthiens (Parthia capta) und die Unterwerfung Armeniens und Mesopotamiens unter die römische Herrschaft zu verkünden.
Doch Trajan drängte weiter. Er fuhr flussabwärts bis zum Persischen Golf. Auf seiner Rückreise erreichte er Babylon, wo er das Sterbehaus Alexanders des Großen besuchte.

### Grenzen der antiken Weltmacht

Das Reich zum Zeitpunkt seiner größten Ausdehnung unter Trajan

Im Jahr 116 stand Trajan am Persischen Golf. Kein römischer Kaiser war je so weit nach Osten vorgedrungen und keiner seit Augustus hatte dem Reich so viel neues Gebiet hinzugefügt. Nach Armenien (114) wurde nun auch Mesopotamien (116) als Provinz des römischen Reiches eingerichtet. Eine weitere neue Provinz, Assyria, die Trajan ebenfalls geschaffen haben soll, ist erst in spätantiken Quellen bezeugt; daher ist ihre Lokalisierung und mutmaßliche Ausdehnung in der Forschung stark umstritten, oder es wird ihre Existenz überhaupt bezweifelt.
Mit seiner Expansionspolitik missachtete Trajan den angeblichen Rat des Augustus, das Reich in seinen gegenwärtigen Grenzen zu belassen (consilium coercendi intra terminos imperii). Der Grund für diesen Rat war offenbar die Vorhersage finanzieller Verluste für das Reich im Falle weiterer Eroberungen.
Als Trajan sich noch im Euphratgebiet befand, brach ein ausgedehnter Aufstand der Juden in Mesopotamien, Syrien, Zypern, Iudaea, Ägypten und in der Cyrenaica aus. Die Zusammenhänge und die Ziele der Erhebungen sind weitgehend unklar. Inzwischen hatte auch die parthische Gegenoffensive begonnen, und ein römisches Heer unter Führung des Konsulars Appius Maximus Santra war geschlagen worden, was anschließend zur Vernichtung zahlreicher römischer Besatzungen führte. In der Forschung spricht man von einer vernichtenden Niederlage, die vom kaiserlichen Apparat jedoch systematisch kaschiert worden sei. Südmesopotamien musste von den Römern wieder geräumt werden. Die arsakidischen Truppen konnten in kurzer Zeit weite Gebiete zurückerobern, doch gelang es den zurückweichenden Römern, den parthischen Heerführer Parthamaspates, einen Sohn des Partherkönigs, zum Frontwechsel zu bewegen. Zur Belohnung krönte Trajan Parthamaspates im Herbst 116 in Ktesiphon zum Partherkönig, womit er zugleich seinen Plan einer Eingliederung Mesopotamiens in das römische Provinzialsystem zumindest vorerst aufgab. Den von den Römern eingesetzten Herrscher akzeptierten die Parther jedoch nicht; er konnte sich militärisch nie durchsetzen. Seine Ernennung diente wohl vor allem dazu, von der militärischen Niederlage des Kaisers abzulenken. Der Partherfeldzug hatte für Rom in einer Katastrophe geendet.
Bis zum Tod Trajans im August 117 kam es zu keiner größeren römischen Gegenoffensive mehr. Alle verfügbaren Truppen mussten stattdessen zur Bekämpfung der jüdischen Aufstände eingesetzt werden. Es trafen zudem Nachrichten über Revolten in allen neu eroberten Gebieten ein. In Armenien musste Trajan Gebiete abtreten, um sich vorübergehend Ruhe zu verschaffen. Aus Dakien wurden ebenfalls größere Kämpfe gemeldet. Daraufhin entsandte Trajan auch dorthin Truppen. In Nordmesopotamien wurde Lusius Quietus mit der Niederschlagung des Aufstandes betraut, wobei er sehr brutal vorging und beträchtliche Erfolge erzielte. Da die römischen Truppen auf allen Schauplätzen ihre Aufgaben zu meistern schienen, konnte Trajan versuchen, wieder die Initiative zu gewinnen, um den Schaden zu begrenzen. Er zog nordwärts und belagerte die stark befestigte Stadt Hatra, deren Bevölkerung den Partherkönigen besonders ergeben war und deren Eroberung strategisch unabdingbar war, wenn die Römer Nordmesopotamien dauerhaft unter ihre Kontrolle bringen wollten. Trotz großer Anstrengungen scheiterte die Belagerung jedoch wegen der widrigen Bedingungen in der Wüste. Hinzu kamen die fast unlösbaren Probleme der Versorgung und des römischen Nachschubs. Trajan musste geschlagen abziehen. Sein Gesundheitszustand verschlechterte sich, so dass er sich entschloss, nach Rom zurückzukehren. Daher kam ein weiterer Feldzug nach Mesopotamien nicht mehr zustande. In dieser Situation übergab Trajan das Kommando im Osten an Hadrian, indem er ihn zu seinem Statthalter in Syrien machte, wo die Truppen für den Partherkrieg stationiert waren.

## Tod und Nachfolge

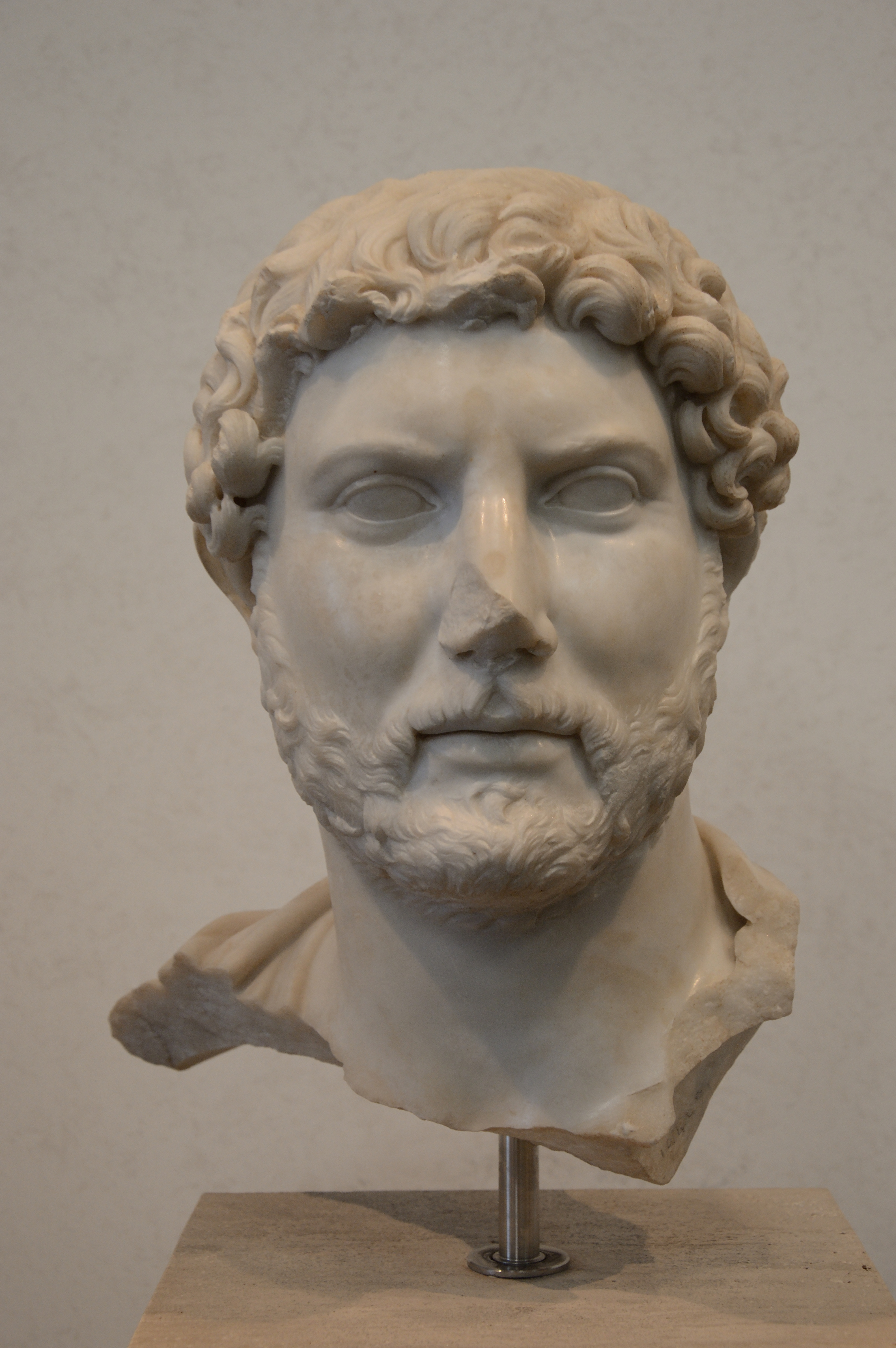
Trajans Nachfolger Hadrian, Marmorbüste (Römisches Nationalmuseum/Palazzo Massimo alle Terme, Rom)

Nach schwerer Krankheit starb Kaiser Trajan am 8. August 117 auf der Rückreise nach Rom in Selinus. Noch auf dem Totenbett soll er seinen Neffen Hadrian adoptiert haben. Die undurchsichtigen Umstände dieser behaupteten Designation des Nachfolgers führten zu zahlreichen Spekulationen, in denen sich auch eine starke Opposition gegen diese Nachfolgeregelung äußerte. Cassius Dio behauptete, Hadrian sei nicht adoptiert worden, vielmehr habe Trajans Frau Plotina, die Hadrian seit langem förderte, zusammen mit dem Gardepräfekten Attianus die Adoption vorgetäuscht. In der modernen Forschung ist umstritten, ob die Adoption tatsächlich stattgefunden hat. Hadrian erhielt die Todesnachricht am 9. August in Syrien. Zwei Tage später wurde er von den Truppen in Syrien als Kaiser akklamiert; daher feierte er fortan den 11. August (und nicht den Tag der späteren Bestätigung seiner Stellung durch den Senat) als seinen dies imperii (Tag des Regierungsantritts).
Trajans Leichnam wurde auf Hadrians Weisung nach Pierien gebracht und dort verbrannt. Anschließend wurde seine Asche in Rom im Sockel der Trajanssäule beigesetzt. Die Bestattung des Kaisers innerhalb der geheiligten Stadtgrenze (Pomerium) war ungewöhnlich. Trajan war bis in die Spätantike der einzige Kaiser, der innerhalb der Stadtgrenze beigesetzt wurde. In republikanischer Zeit war diese Ehrung neben den Vestalinnen nur herausragenden Triumphatoren zugestanden worden. Die Quellen trajanischer Zeit überliefern keinen Hinweis auf den Plan einer Beisetzung, spätere Quellen heben die Besonderheit dieses Aktes hervor. Zudem ließ Hadrian für seinen Vorgänger einen Triumphzug durchführen. Der Senat beschloss Trajans Konsekration; er wurde zum Staatsgott erhoben. Sein offizieller Name lautete nun: divus Traianus Parthicus.
Beim Tod Trajans war Großarmenien, bis auf jenen Teil, den der Kaiser noch im Jahre 116 abgeben musste, wieder in römischer Hand. Lusius Quietus hatte in Mesopotamien die wichtigsten Stellungen bereits zurückerobert, so dass nur noch an einigen Orten Widerstand zu beseitigen gewesen wäre. Hingegen konnte sich in den südlichen Teilen des parthischen Mesopotamien der von Trajan eingesetzte König Parthamaspates ohne römische Unterstützung nicht halten. Die letzten Erhebungen der Juden im Osten, in Ägypten und in Mesopotamien wurden von Hadrian niedergeschlagen. In Dakien und an der mittleren Donau, in Britannien und in Mauretanien brachen Aufstände aus.
Zu Beginn seiner Regierung verzichtete Hadrian auf die Fortsetzung von Trajans Eroberungspolitik und gab alle Gebiete auf, die sein Vorgänger jenseits des Euphrat und Tigris erobert hatte. Stattdessen bemühte er sich um die Sicherung des Erreichten und propagierte die Pax Romana in einem Gebiet zwischen Britannien und Syrien, dem Balkanraum und Nordafrika. Mit den Parthern schloss er Frieden, und die Ostgrenze des Reiches wurde wieder auf den Stand des Jahres 113 zurückverlegt. In der Forschung umstritten ist die Frage, ob dies ein radikaler Kurswechsel war oder ob schon Trajan in seinem letzten Lebensjahr einen Kompromissfrieden mit den Parthern angestrebt hatte, bei dem er nur einen Teil seiner Eroberungen behalten hätte.
Die endgültige Aufgabe der neuen östlichen Provinzen stieß auf die Kritik vieler Zeitgenossen, und aus dem Kreis der führenden Militärs drohte dem neuen Kaiser sogar ein Umsturzversuch. Angeblich verschworen sich die vier ehemaligen Konsuln Avidius Nigrinus, Cornelius Palma, Publilius Celsus und Lusius Quietus. Alle vier wurden hingerichtet, was das Verhältnis Hadrians zum Senat zeitlebens belastete. Die von Trajan eingerichtete Provinz Dacia musste schließlich von Kaiser Aurelian im Jahr 271 aufgegeben, das Militär zurückgezogen sowie die römische Bevölkerung evakuiert und am südlichen Donauufer angesiedelt werden.
Unter Hadrian setzte eine Abkehr von Trajans Politik der Stärkung Italiens ein. Anders als sein Vorgänger rückte er die Provinzen in den Vordergrund und stärkte deren Selbstbewusstsein. Durch eine ausgedehnte Reisetätigkeit verschaffte er sich breiteste Kenntnis über die lokalen und überregionalen Probleme des Reiches. Die Provinzen erscheinen nun auf den Münzen als selbstständige Einheiten und werden gegenüber Italien aufgewertet.

## Wirkung

### Der „beste Kaiser“

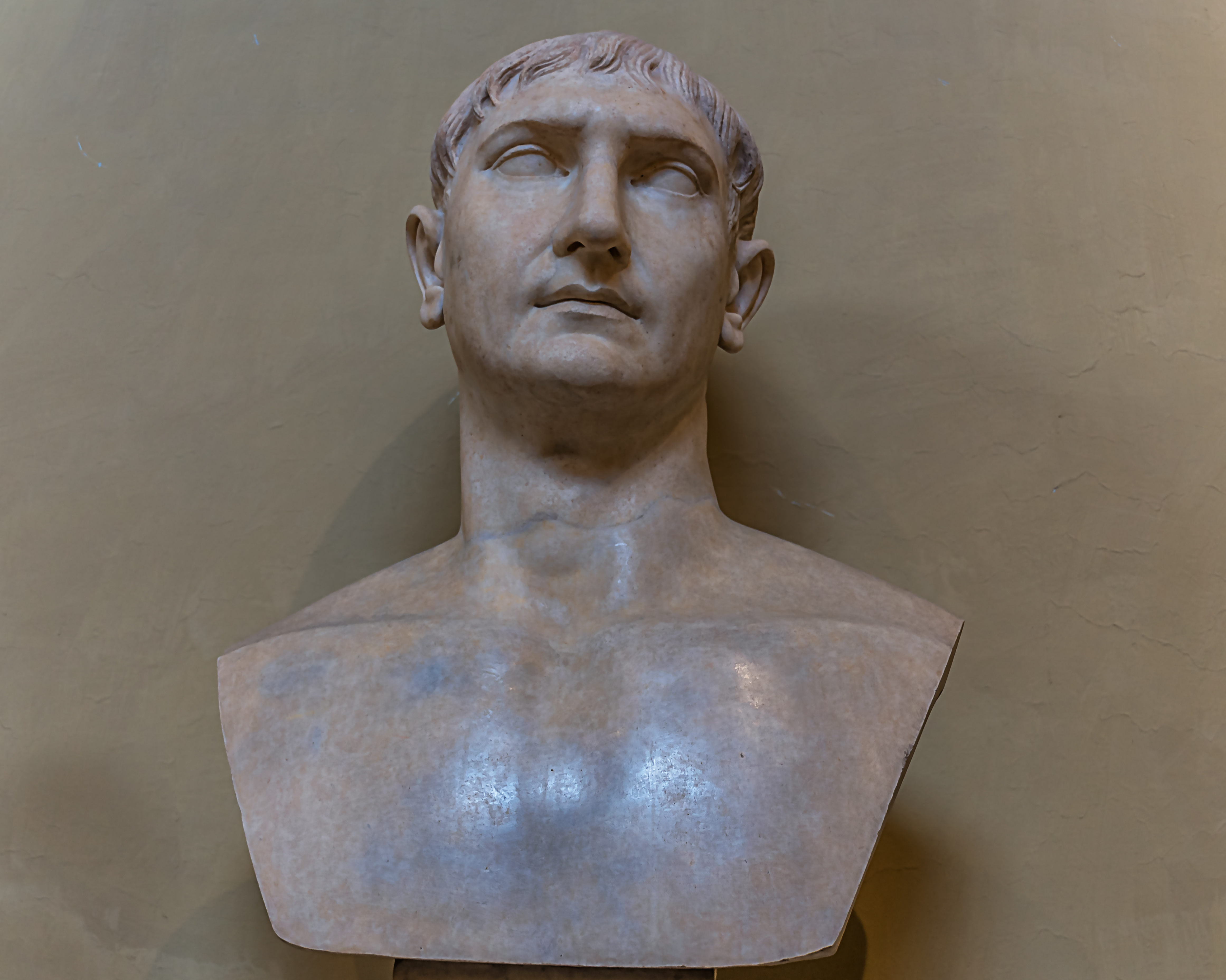
Idealisiertes Porträt Trajans um 117

Stehen als historische Darstellungen für die mehr als 100 Jahre zwischen Augustus und den Flaviern Suetons Kaiserbiographien sowie Tacitus’ Annalen und Historien zur Verfügung, die noch durch Werke anderer Genera ergänzt werden, wie die Erdbeschreibung Strabons und die Naturgeschichte des älteren Plinius, so berichtet über die Regierungszeit Trajans fast ausschließlich das Geschichtswerk des Senators Cassius Dio aus dem 3. Jahrhundert. Aber auch dessen Darstellung über diesen Zeitraum ist nur in Auszügen aus byzantinischer Zeit erhalten. Knappe Informationen finden sich auch in den Breviarien des 4. Jahrhunderts, während etwa die Kaiserbiographien des Marius Maximus, in denen Trajan behandelt wurde, verloren gegangen sind. Die dürftige literarische Überlieferung wird jedoch durch zahlreiche archäologische, epigraphische und numismatische Zeugnisse ergänzt.
Die antiken Historiker übernahmen bei Konflikten zwischen dem Senat und dem Princeps oftmals die Position des Senats, da viele Autoren, die sich historiographisch äußerten, dem Senatorenstand angehörten oder zumindest von Mitgliedern des Senats bei ihrer Schriftstellerei beeinflusst wurden. Das gute Verhältnis, das Trajan zum Senat pflegte, prägte daher auch das Urteil der antiken (und dabei besonders der senatorischen) Geschichtsschreibung. Das Bild Trajans als Herrscher und Persönlichkeit wurde bis in die Gegenwart entscheidend durch die gratiarum actio geprägt, die Dankesrede des jüngeren Plinius, die dieser anlässlich des Antrittes zu seinem Suffektkonsulat am 1. September 100 vor dem vollständig versammelten Senat und dem ebenfalls anwesenden Trajan gehalten hat. Sie stellt Trajan als exemplum des idealen Herrschers dar. Das extrem günstige Urteil erwuchs dabei vor allem aus der scharfen Abgrenzung zu Domitian. Sueton prophezeite nach Domitians Tod ein glücklicheres Zeitalter. Nach Tacitus begann mit dem Herrschaftsantritt Trajans ein beatissimum saeculum („äußerst glückliches Zeitalter“).
Die Herrschaftsideologie Trajans als des besten, gerechten und zugleich erfolgreichen und kriegerischen Herrschers war so eindringlich, dass sein Bild auch nicht durch das letztlich erfolglose Ende des Partherkrieges verdüstert wurde. Die nachfolgenden Kaiser sollten noch jahrzehntelang keine eigenen Söhne haben und waren damit gezwungen, den im Staate vermeintlich Besten als Thronfolger zu adoptieren. Zu diesem Zweck mussten sie sich auf eine ungebrochene Reihe von als gut angesehenen Vorgängern berufen, die mit Trajan und seinem Adoptivvater Nerva begonnen hatte. Dies führte dazu, dass jeder Herrscher bei all seiner Unzulänglichkeit in positiver Erinnerung gehalten werden musste.
Seit 114 galt Trajan als optimus („der Beste“) schlechthin. Kein Herrscher seit Augustus entsprach dem Idealbild, das nach republikanischen Vorstellungen von römischen Senatoren, aber auch von griechischen Intellektuellen entworfen wurde, so sehr wie Trajan. Dieses Idealbild setzte sich wesentlich aus den Tugenden (virtutes) Milde (clementia), Gerechtigkeit (iustitia) und pflichtgemäßem Verhalten gegenüber Göttern und Menschen (pietas) zusammen. Das Urteil über Trajans Grenz- und Außenpolitik war dadurch bestimmt, dass kein römischer Kaiser vor ihm so weit in den Osten vorgedrungen war und keiner seit Augustus dem Reich so viel neues Gebiet hinzuerobert hatte. Wie die großen Feldherren der Römischen Republik habe er nach althergebrachtem römischen Ideal seine militärische Tüchtigkeit (virtus) bewusst zur militärischen Expansion eingesetzt.
Nur vereinzelt ist Kritik an Trajan überliefert. Fronto, der Lucius Verus in seinem Werk Principia historiae als Eroberer im Osten inszenierte, setzte zugleich Trajan herab. Er warf ihm vor, Soldaten für seine persönlichen Ziele geopfert, mit einem problematischen Klientelkönig verhandelt zu haben, den er später, statt Milde walten zu lassen, getötet habe, und zwei Kommandeure im Partherkrieg nicht gerettet zu haben. Zudem stellte er Trajans Trunksucht heraus. Allerdings wurden die erhaltenen Reste der Schriften Frontos erst im 19. Jahrhundert entdeckt und hatten keinen Einfluss auf das positive Trajan-Bild.
In der Spätantike galt Trajans Herrschaft als die beste der römischen Kaiserzeit. Der Zuruf von Senatoren an einen neuen Princeps „Mögest du glücklicher sein als Augustus und besser als Trajan“ (felicior Augusto, melior Traiano) wurde zum geflügelten Wort. Konstantin der Große suchte Trajan vor allem in Äußerlichkeiten nachzuahmen, wie durch die bartlose Darstellung seines Porträts, durch die Münzlegende optimo principi oder durch den an Trajan orientierten Einzug in die Ewige Stadt. Obwohl sein Sohn Constantius II. bei seinem Besuch in Rom wegen christlicher Vorbehalte das übrige heidnische Stadtbild demonstrativ keines Blickes würdigte, lobte er das Trajansforum als „einzigartiges Bauwerk unter dem Himmel“ und entschied sich, die Stadt unversehrt zu lassen. Theodosius I. täuschte über seine spanische Herkunft für sich und sein Haus eine verwandtschaftliche Verbindung zu Trajan vor. Trajan galt in der Spätantike als ein Herrscher, der zu seiner Zeit die Rolle des Kaisers vorbildlich ausgefüllt hatte. Er hatte als propagator finium („Erweiterer der Grenzen“) das Reich gemehrt, als princeps die Freiheit von Senat und römischem Volk gewährleistet und auf diese Weise nach der Schreckensherrschaft Domitians innenpolitische securitas herbeigeführt.
Keiner der römischen Kaiser vor Konstantin dem Großen wird in der christlichen Tradition so geschätzt wie Trajan, obwohl er Prozesse gegen Christen wegen ihres Glaubens befürwortet hatte. Orosius nahm den Kaiser sogar vor dem Vorwurf, ein Christenverfolger zu sein, in Schutz und stellte ihn als Opfer falscher Berichte dar. Im Frühmittelalter entstand die Trajanlegende vom gerechten Herrscher. Obgleich er auf einem Feldzug war, habe er einer Witwe beigestanden, die ihn angesichts der Ermordung ihres Sohnes um Hilfe bat. Auf solche Berichte hin soll Papst Gregor I. von dem Kaiser so beeindruckt gewesen sein, dass er für das Seelenheil des Heiden gebetet habe, bis dieser aus der Hölle befreit wurde. Im Laufe der Jahrhunderte erfuhr die Legende einige Variationen. So habe der erfundene Sohn des Trajan selbst den Tod des Sohnes der Witwe verschuldet. Als Sühne für den Verlust sei dieser hierauf vom Kaiser der Witwe als Entschädigung übergeben worden. Auch schwankt die Überlieferung darüber, was den Papst zur Fürbitte veranlasst habe. So sei der Schädel Trajans mit unversehrter Zunge aufgefunden worden, die den Wunsch des Kaisers, erlöst zu werden, dem herbeieilenden Papst mitteilte. Einer anderen Tradition zufolge sei der Papst durch die Gerechtigkeit des Kaisers zur Fürbitte auf dem Trajansforum veranlasst worden. Die Trajanlegende erfuhr ihre weiteste Verbreitung im Spätmittelalter. Die Aufnahme eines Heiden, der angeblich Christen verfolgt habe, in den Himmel hatte zahlreiche kritische und skeptische Stimmen hervorgerufen. Am Ende aller Disputationen stand die Erkenntnis, dass es sich bei der Aufnahme Trajans nur um eine äußerst seltene Ausnahme von der Regel gehandelt haben konnte. Auf die Trajanlegende weist auch Dante in der Divina Comedia hin. Für ihn zeigte die Trajanlegende, dass die Errettung vor der Verdammnis auch für Menschen möglich war, die nicht explizit mit der Kirche verbunden waren.
Auf die Gerechtigkeit Trajans nahmen auch die Künstler Rogier van der Weyden (1439), Hans Sebald Beham (1537), Noël-Nicolas Coypel (1699), Noël Hallé (1765) und Eugène Delacroix (1840) Bezug. Noch bei der Ausgestaltung der Eingangshalle des Supreme Courts in Washington in den 1930er-Jahren soll die Darstellung Trajans als Verkörperung der Gerechtigkeit gewählt worden sein.

### Trajan in der Forschung
Bedeutende Arbeiten übernahmen die Beurteilung Trajans als idealen Herrscher. Edward Gibbon ließ sich vom Anblick der Ruinen des antiken Rom dazu inspirieren, in seinem Hauptwerk The History of the Decline and Fall of the Roman Empire (1776) die Geschichte des Untergangs des römischen Reiches zu schreiben, für den er das Christentum als Hauptursache ausmachte. Noch unter dem Eindruck der Aufklärung stehend, galten ihm die Regierungszeiten der Adoptivkaiser, jener Five Good Emperors, unter denen Trajan eine herausragende Stellung einnahm, als die vorbildlichsten der Menschheitsgeschichte bis zu seinem Tag:

„Wenn ein Mensch dazu aufgerufen wäre, sich auf einen Abschnitt in der Weltgeschichte festzulegen, in dessen Verlauf die Lage des Menschengeschlechts die glücklichste und fortschrittlichste war, so würde er, ohne zu zögern, jenen benennen, welcher vom Tod des Domitian bis zum Amtsantritt des Commodus reichte. Die gewaltige Ausdehnung des römischen Reiches wurde durch absolute Macht regiert, unter der Führung von Rechtschaffenheit und Weisheit. Die Heere wurden in Schranken gehalten durch die feste, aber milde Hand vier aufeinander folgender Kaiser, deren Persönlichkeiten und Autorität unwillkürliche Achtung geboten. Die Systeme der Staatsverwaltung wurden behutsam aufrechterhalten durch Nerva, Trajan, Hadrian und die Antonine, die sich an der Idee der Freiheit erfreuten und zufrieden waren, sich selbst als die verantwortlichen Verwalter der Gesetze zu betrachten.“

Das positive Bild Trajans war für Gibbon bestimmend für die günstige Einschätzung des zweiten Jahrhunderts als einer glücklichen Zeit. Gibbons Werk übte auf das moderne Geschichtsbild der römischen Kaiserzeit erheblichen Einfluss aus. Ein scharfes Urteil fällte hingegen 1883 Theodor Mommsen. Demnach hat Trajan bewusst den Krieg mit den Parthern gesucht und beabsichtigt, „in maßloser, grenzenloser Eroberungslust nicht nur das Euphrat-, sondern auch das Tigrisgebiet in seine Gewalt zu bringen“. Doch blieb bis in die 1950er Jahre das Urteil über Trajan durchweg positiv, was der Kaiser insbesondere dem Vergleich mit Domitian verdankt. In dem umfassenden Werk Roberto Paribenis von 1927 wird Trajan zur einzigartigen Figur unter den römischen Principes, seine Regierung zum Höhepunkt des Reichs auf allen Gebieten, das saeculum Traiani zum glücklichsten Roms. Paribenis Arbeit, die das Bild des optimus princeps übernommen und verfestigt hatte, prägte die weitere Forschung für Jahrzehnte. So pries Alfred Heuß in seiner Römischen Geschichte Trajan als „eine der großen Herrschergestalten“ und als „die ideale Verkörperung des humanen Kaiserbegriffs“. Noch in dem rund 50 Jahre später erschienenen Werk von Eugen Cizek ist Paribenis Einfluss spürbar. Cizek stellt Trajan unter den römischen Principes als einzigartig dar, die Zeit Trajans sei die glücklichste Roms gewesen.
In den 1960er Jahren setzte, ausgehend von einer Revision des Domitianbildes, durch Beiträge von K. H. Waters über die Kaiser Domitian und Trajan eine Gegenströmung ein. In der modernen Forschung wurden seit Paribenis zweibändiger Monografie vergleichsweise wenige monographische Untersuchungen zu Trajan geschrieben. Doch fanden in diversen Monografien besondere Schwerpunkte oder Thematiken dieses Kaiserlebens Berücksichtigung, wie die nicht-literarischen Dokumente von Mary Smallwood (1966), die Frauen an Trajans Hof von Hildegard Temporini-Gräfin Vitzthum (1978) oder die Dakerkriege von Karl Strobel (1984).
In jüngerer Zeit versuchte Martin Fell anhand des panegyrischen Materials und der wenigen Angaben aus historischen Werken nachzuweisen, dass sich für Trajan ein wirkliches Regierungsprogramm herausarbeiten lässt. Die Studie stellte das von Plinius propagierte Ideal eines Princeps heraus, um danach die Übereinstimmung dieses Anspruchs mit der Wirklichkeit zu prüfen. Fell stellte fest, dass Trajan in der Tat der optimus princeps gewesen sei. Auch Julian Bennett (1997) gelangte zu einem insgesamt sehr positiven Urteil über die Herrschaft Trajans sowohl nach innen – Senat, Volk von Rom und Italien – wie auch nach außen – Provinzen und Grenzsicherung. Gunnar Seelentag (2004) untersuchte in seiner Studie die Herrschaftsdarstellung Trajans und zwar ausgehend von der herrscherlichen Imago, die sich in der Kommunikation mit Heer, Senat und plebs urbana konstituiere. In Anlehnung an Egon Flaig (Den Kaiser herausfordern) deutet Seelentag den Prinzipat als „Akzeptanzsystem“, innerhalb dessen der Konsens aller an der Kommunikation beteiligten politisch relevanten Gruppen – Senat, Heer und plebs urbana – die Anerkennung und Durchsetzung der Herrschaftsordnung vollzog.
In der ersten Gesamtdarstellung Trajans in deutscher Sprache ist für Karl Strobel (2010) Trajan nicht der optimus princeps, als der er in der antiken Überlieferung im Gegensatz zum pessimus princeps Domitian erscheint. Strobel entwirft von Trajan das kritische Bild eines autokratischen, nach sakraler Überhöhung strebenden Herrschers. Trajan habe so den von Domitian begonnenen Weg einer auf sakraler Erhöhung des Princeps basierenden Herrschaftskonzeption fortgesetzt. Die Forschung jenseits der Geschichtswissenschaft hat einen Asteroiden nach ihm benannt.